# Histoire de Berlin

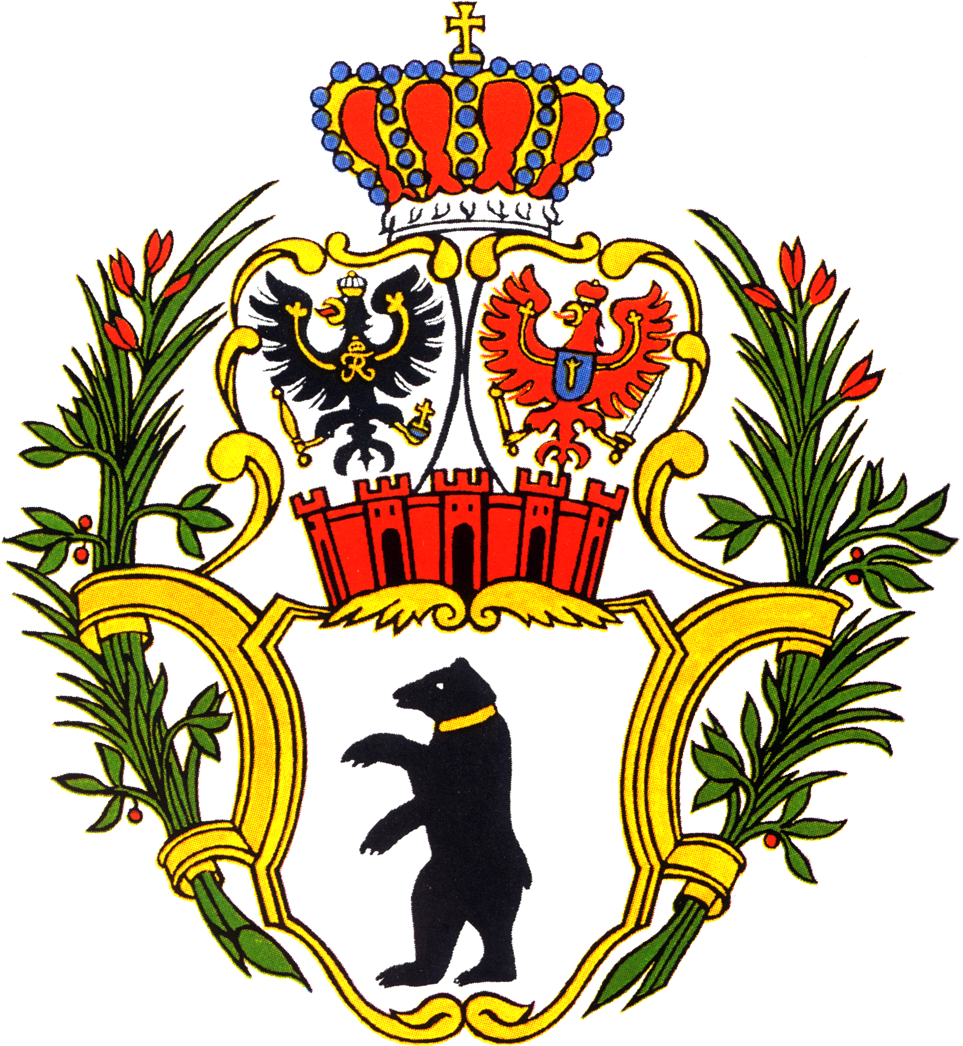
Armes de la ville de Berlin – 1839.

L’histoire de Berlin commence avec sa fondation au XIVe siècle. La ville devient la capitale de la marche de Brandebourg en 1417, puis de l'État de Brandebourg-Prusse et du Royaume de Prusse. La Prusse s'est développée rapidement aux XVIIIe et XIXe siècles et a constitué la base de l'Empire allemand en 1871. 
Après 1900, Berlin devient une grande ville mondiale, connue pour son rôle prééminent dans les domaines de la science, des sciences humaines, de la musique, des musées, de l'enseignement supérieur, du gouvernement, de la diplomatie et des affaires militaires. Elle a également joué un rôle dans le secteur manufacturier et financier.
Pendant la Seconde Guerre mondiale, les bombardements, l’artillerie et les féroces combats de rue détruisent une grande partie de Berlin. L’agglomération est ensuite divisée entre les quatre grandes puissances alliées et, pendant plus de quatre décennies, elle résume la confrontation de la Guerre froide entre l’Ouest et l’Est. Avec la réunification allemande en 1990, Berlin redevient une capitale et une grande ville mondiale.
L'histoire de Berlin aborde également la période préhistorique et antique du peuplement de la région alentour.

## Origines

### Premiers occupants du site
Les silex taillés et les outils en os retrouvés lors de fouilles permettent de faire remonter la présence humaine dans la région de Berlin à 60 000 av. J.-C. À cette époque, la plus grande partie du Nord et de l'Est de l'Allemagne actuelle est couverte par les glaciers de la glaciation vistulienne, qui s'étend de 70 000 à 8 000 av. J.-C. Le point le plus méridional de l'inlandsis est alors à 75 km au sud de Berlin, où prend naissance la vallée proglaciaire de Głogów-Baruth (Glogau-Baruther Urstromtal). L'habitat se confine aux plateaux élevés épargnés par les glaces. Vers -18 000 les derniers glaciers creusent en se retirant depuis Francfort-sur-l'Oder la vallée proglaciaire de Varsovie-Berlin (Warschau-Berliner-Urstromtal), qui comporte un sandur très épais. Vers -16 000, le site de Berlin, libre de glaces, est une moraine. Une rivière, la Spree, établit à présent son cours dans la vallée glaciaire, avec à l'aval une toundra couverte de pinèdes. À l'ouest, des dépressions humides et des zones marécageuses confèrent son aspect à la vallée entière.
Le retrait des glaces laisse le relief des moraines, donnant naissance à la chaîne des Müggelberge, dont le point culminant est le Grosser Müggelberg. Les plateaux de Barnim et de Teltow se forment parallèlement au cours aval de la Spree. Avec le recul des glaces, le renne cède la place au cerf, à l'élan et au sanglier. Les peuplades de chasseurs se sédentarisent peu à peu. Au IXe millénaire av. J.-C., des chasseurs-pêcheurs, dont on a retrouvé des pointes de flèches, des racloirs et des haches en silex, s'établissent le long de la Spree, de la Dahme et du ruisseau de Bäke. On a également retrouvé un masque du VIIe millénaire av. J.-C., qui servait sans doute pour les rituels avant la chasse.
La culture de la céramique cordée apparaît au IIIe millénaire av. J.-C. avec l'agriculture, l'élevage et les premiers greniers.

### Germains et Slaves: la marche de Brandebourg

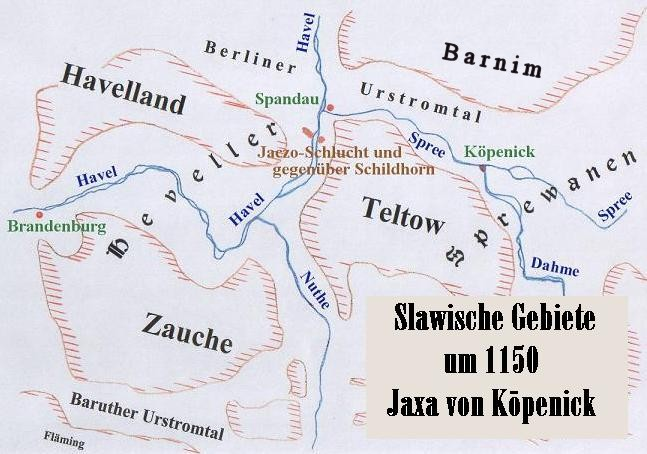
Territoire slave autour de Berlin sous Jaxa de Copnic, future marche de Brandebourg.

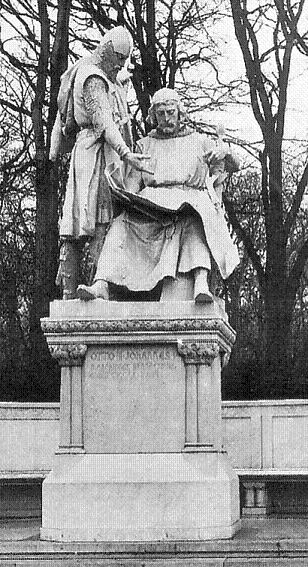
Jean Ier et Othon III.

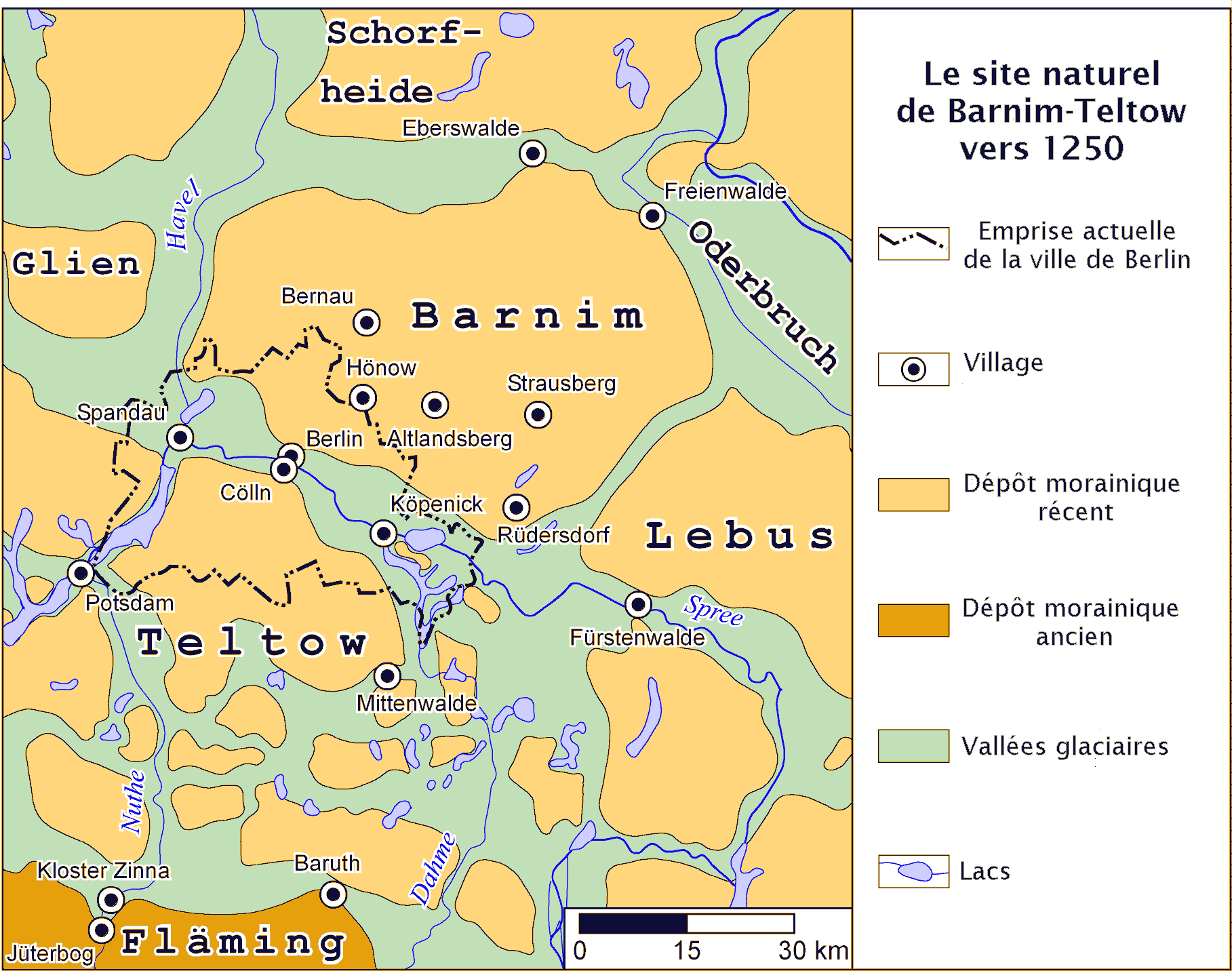
Les plateaux de Barnim et Teltow vers 1250.

Au VIe siècle av. J.-C., vers la fin de l'âge du bronze danois, la présence de tribus germaniques se renforce graduellement dans la région : les sources historiques les font remonter à l'époque de l'immigration des Semnons.
À la suite de la péjoration climatique qui sévit entre le IVe et le Ve siècle de notre ère, les Semnons abandonnent une grande partie des plaines entre la Havel et la Spree pour s'établir dans la vallée supérieure du Rhin, en Souabe. Le Brandebourg se dépeuple, mais reste un territoire peuplé de Germains jusqu'à ce qu'au VIe siècle, des peuples slaves immigrent par vagues successives en Lusace ; ils atteignent la haute vallée de la Spree en 720, occupent les anciens sites germains et fondent dans tout le pays de nouveaux villages souvent lacustres.
En 1157, le prince allemand Albrecht l’Ours inflige au prince slave Jaxa de Copnic, alors au sommet de sa force, une défaite décisive, qui permet la fondation de la marche de Brandebourg. Celle-ci inaugure l'assimilation (germanisation et christianisation) des Slaves (à l'exception des Sorabes, christianisés plus tard, et qui ont gardé leur langue slave jusqu'à nos jours). La construction des premiers quartiers de Berlin coïncide avec la fondation du margraviat de la maison d'Ascanie à Teltow, et elle est marquée par une politique de colonisation habile (avec intégration de l'aristocratie slave antérieure) et une collaboration active avec les moines cisterciens du monastère de Lehnin. Le quartier du Zehlendorf, au sud de Berlin, et au-delà le village slave de Slatdorp sur le lac de Slatsee (auj. Schlachtensee (de)) ressortissaient du domaine ecclésiastique de Lehnin.

## Fondation de Berlin
Entre le plateau de Teltow méridional et le plateau de Barnim septentrional, les berges asséchées d'un gué de la vallée proglaciaire marécageuse sont d'abord colonisées. Parmi les faubourgs qui deviendront plus tard des quartiers de Berlin, quelques uns sont mentionnés dès le XIIe siècle : Spandau en 1197, Köpenick en 1209, Cölln en 1237 et Berlin en 1244. Tempelhof désigne une commanderie de Templiers. Cölln est une île de la Spree, tandis que Berlin s'étend sur la rive droite. Spandau et Köpenick sont des villages slaves préexistants à la conquête. Spandau obtient une charte communale en 1232, et Berlin très probablement à la même date. Berlin et Cölln fusionnent en 1307. Grâce au privilège accordé par le gouvernement bicéphale des margraves Othon III de Brandebourg et Jean Ier de Brandebourg, la ville unifiée Berlin-Cölln peut alors s'imposer économiquement aux villes conquises de Spandau et Köpenick.
Des recherches récentes[Lesquelles ?] montrent que Cölln et Berlin existaient en fait très probablement déjà dans le dernier tiers du XIIe siècle. Le développement et les privilèges accordés à la double ville par les deux margraves au cours des années 1230 paraissent liés à la colonisation des plateaux de Teltow et Barnim. La ville et ses remparts étaient stratégiquement importants pour contrer les entreprises des seigneurs de Wettin sur le mont Teltow, le Köpenick et la forêt du Mittenwald, ainsi que pour s'opposer à la création d'un nouveau fief autour de Hönow (de) (incluant, entre autres, Hellersdorf). La frontière séparant la marche d'Ascanie et les fiefs des Wettin courait selon un axe nord-sud à peu près au milieu de l'actuelle Berlin. Le contentieux avec les Wettin fut tranché lors de la guerre de Teltow (de) entre 1239 et 1245 : les seigneurs d'Ascanie, vainqueurs, obtinrent la cession des plateaux de Teltow et de Barnim (à l'exception du village de Rüdersdorf) et ainsi la totalité des territoires sur lesquels la ville s'étend de nos jours.

## Le Brandebourg, des Wittelsbach à l’édit de Potsdam
Lorsqu'avec la mort d'Henri II de Brandebourg en 1320 la maison d'Ascanie s'éteignit, l'oncle du dernier descendant, l'empereur Louis IV, de la dynastie des Wittelsbach, transmit en 1323 la succession de la Marche de Brandebourg à son fils aîné, Louis V de Bavière. L'accession au pouvoir des Wittelsbach à la tête du Brandebourg fut marquée d'emblée par de grandes tensions avec la population. En 1325, les bourgeois de Berlin et Cölln battirent à mort et brûlèrent le prévôt guelfe Nicolas von Bernau, qui s'était rangé aux côtés du pape contre l'Empereur. Le pape réagit en frappant Berlin d'excommunication.

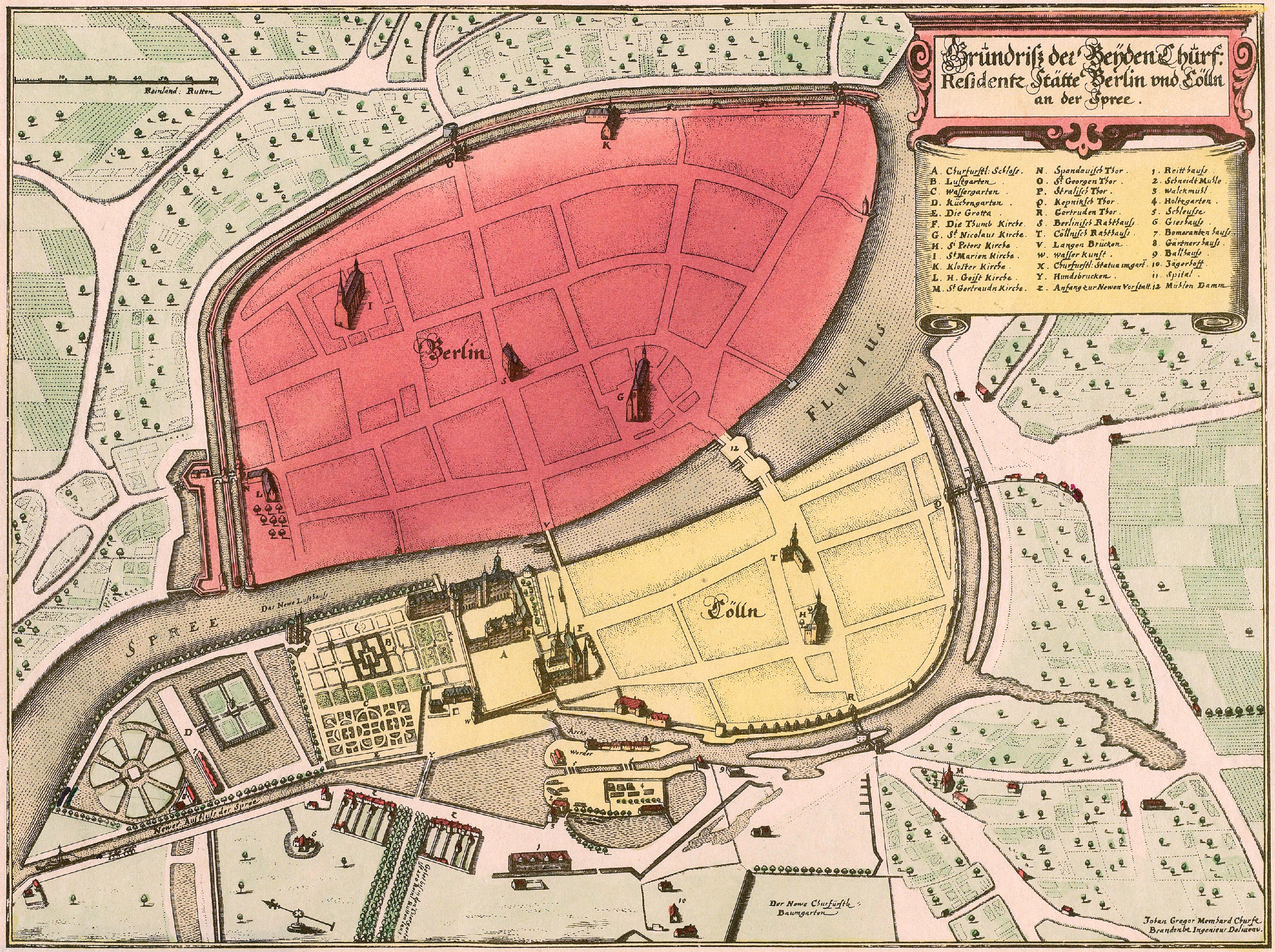
Plan de Berlin et Cölln par Johann Gregor Memhardt (1652, l'est en partie supérieure).

Panorama de Berlin depuis le sud-ouest, par Johann Bernhard Schultz (1688).

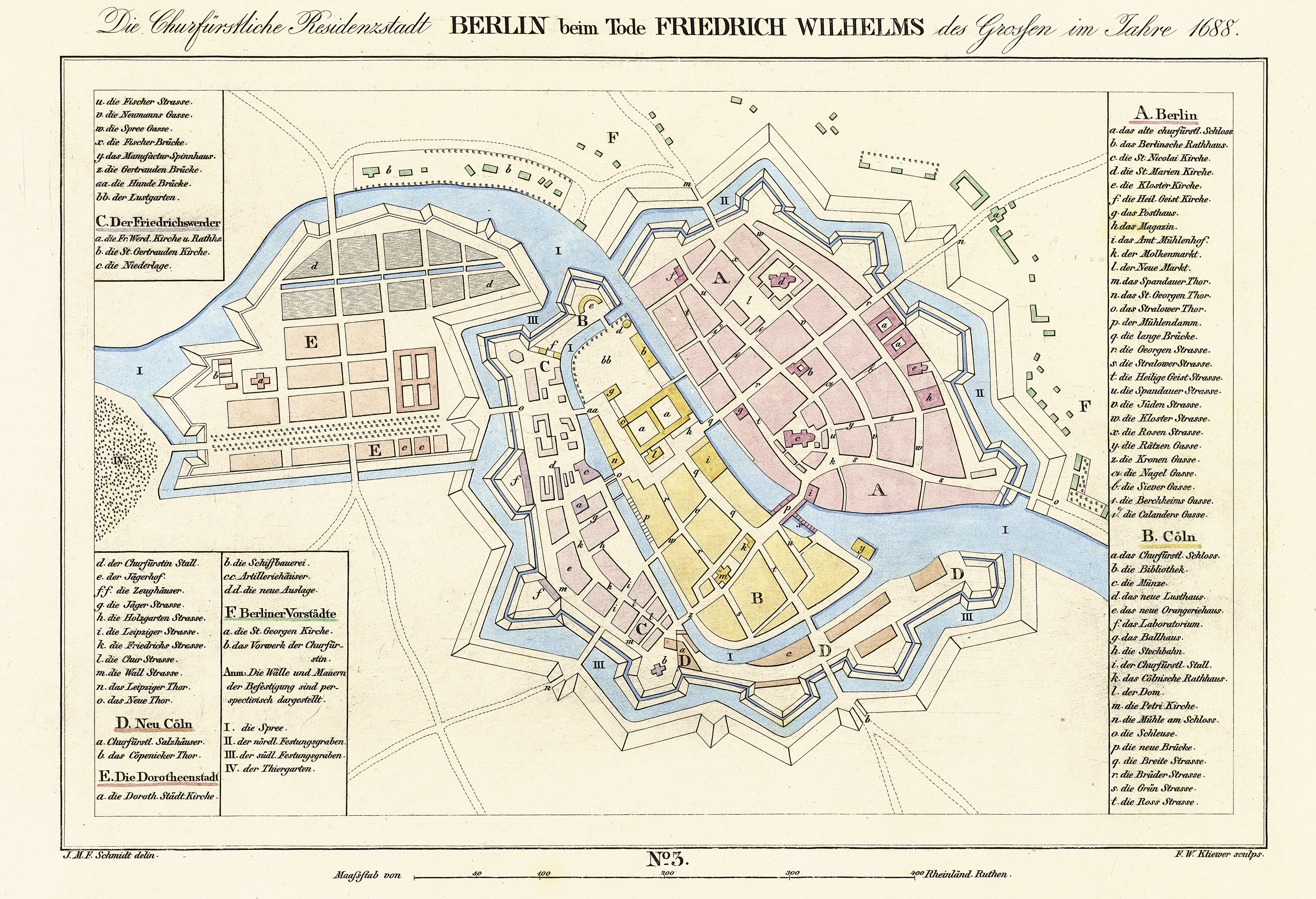
Berlin vers 1688 (dessin de 1835).

En 1380, un grand incendie ravagea la ville, réduisant en cendres l'hôtel de ville et presque toutes les églises.
En 1415, le seigneur Hohenzollern Frédéric Ier de Brandebourg devint prince-électeur de la marche de Brandebourg et conserva cette fonction jusqu'en 1440. Les princes de la lignée des Hohenzollern devaient régner sans interruption à Berlin jusqu'en 1918, d'abord en tant que margraves de Brandebourg, puis en tant que rois en Prusse, rois de Prusse et finalement empereurs allemands. Les Berlinois n'ont pas toujours apprécié ces changements successifs : lors des émeutes du Berliner Unwillen en 1448, ils se soulevèrent contre la construction du nouveau château du prince-électeur Frédéric II à-la-dent-de-fer. Cette émeute tourna cependant à leur désavantage, et les bourgeois y laissèrent une bonne partie de leurs libertés politiques et économiques.
Lorsqu'en 1451 Berlin devint le siège des margraves et du prince-électeur de Brandebourg, elle dut renoncer à son statut de ville libre de la Hanse. L'activité économique, naguère tournée vers le commerce et l'export, évolua vers la production de biens de luxe pour la cour. La population s'accrut à une vitesse vertigineuse, atteignant 12 000 habitants vers 1600, un mouvement accompagné d'une paupérisation croissante. On incrimina les Juifs : 100 d'entre eux furent accusés en 1510 d'avoir volé et profané des hosties. 38 d'entre eux furent condamnés au bûcher, deux d'entre eux (qui s'étaient convertis au christianisme) furent décapités, tous les autres juifs de Berlin furent expulsés. Lorsqu'après un exil de trente ans, la preuve de leur innocence put être établie, ils purent se réinstaller à Berlin, après le paiement d'une amende. Mais les accusations reprirent en 1573, et cette fois ils furent condamnés à l'exil pour cent ans.
Joachim II, duc de Prusse et prince-électeur de Brandebourg, imposa la Réforme protestante dans la région en 1539 et, dans le cadre de la sécularisation, ordonna la saisie des biens ecclésiastiques. L'argent ainsi amassé lui permit de mener à bien plusieurs grands chantiers, comme le tracé d'un boulevard, le Kurfürstendamm, reliant son pavillon de chasse de la forêt de Grunewald à son palais, le Berliner Stadtschloss. Il organisa en 1567 une naumachie de trois jours entre Berlin et Spandau, spectacle qui devait se terminer par la victoire programmée des Berlinois ; mais les champions de Spandau ne supportèrent pas la défaite, et se servirent des massues dont ils étaient équipés pour rosser l'équipage berlinois.
La guerre de Trente Ans, pendant la première moitié du XVIIe siècle, eut pour Berlin, comme pour bien des villes allemandes, des conséquences catastrophiques : un tiers des maisons fut endommagé, la ville avait perdu 9 000 habitants sur les 13 000 d’avant la guerre. Frédéric-Guillaume, dit le Grand Électeur, reprit en 1640 la succession de son père à la tête d'une région ruinée et dépeuplée. Inspiré par la politique des Provinces-Unies, où il avait grandi, il mit en œuvre une politique d'immigration et de tolérance religieuse. Il s'ensuivit une forte expansion urbaine, se traduisant par la fondation des nouveaux faubourgs de Friedrichswerder, Dorotheenstadt et Friedrichstadt. En 1671, il hébergea 50 familles juives fuyant l'Autriche. Par l'édit de Potsdam en 1685, Frédéric-Guillaume accueillit les huguenots français dans le Brandebourg : plus de 15 000 Français firent le voyage, 6 000 d'entre eux s'installant à Berlin.
Vers 1700, 20 % de la population berlinoise était d'origine française, et leur influence culturelle était considérable. Parmi les autres immigrés, la plupart venaient de Bohême, de Pologne et de la région de Salzbourg. Frédéric-Guillaume mit également sur pied une armée de métier.

## Le royaume de Prusse

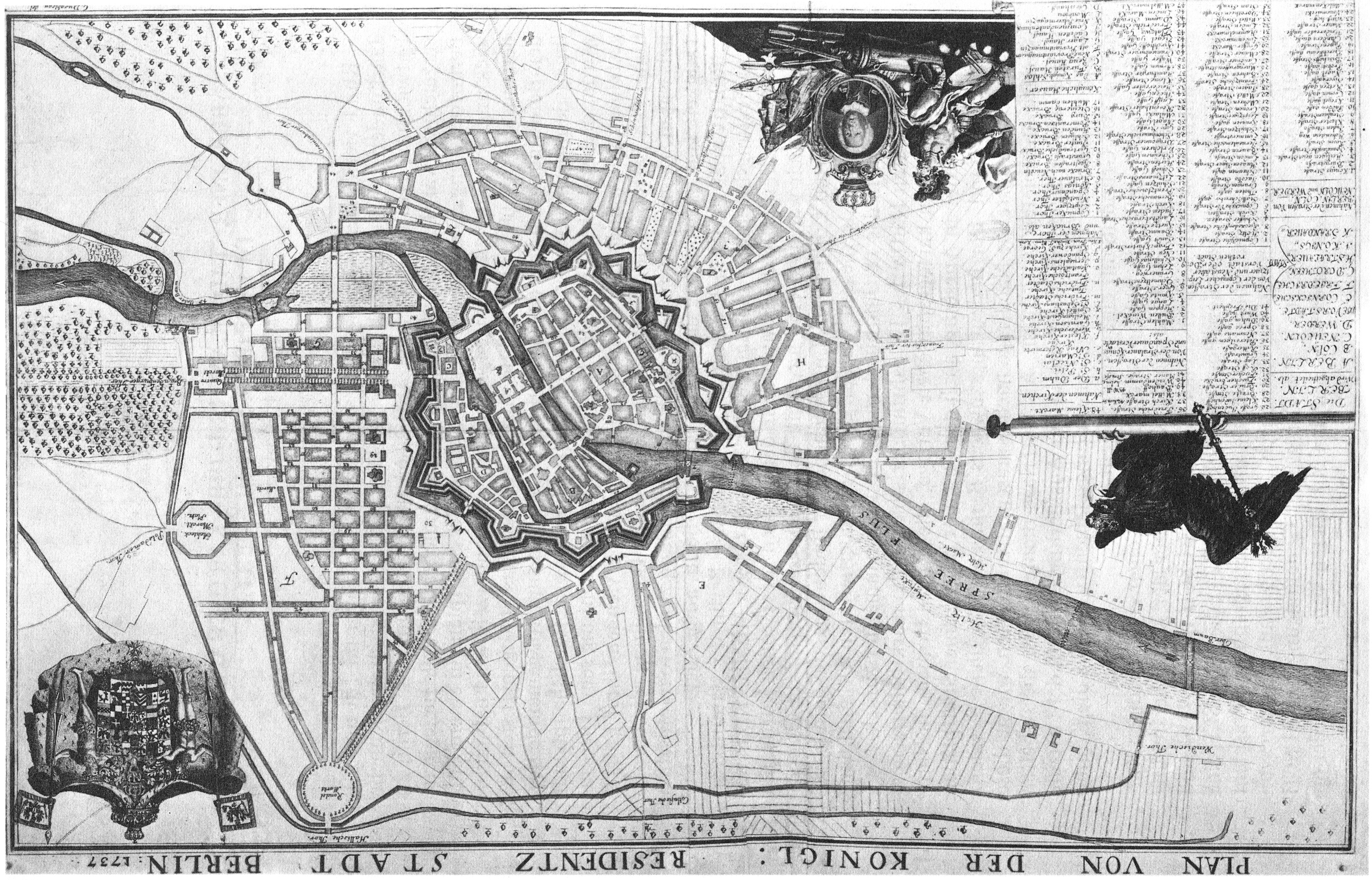
Plan de Berlin par Abraham Guibert Dusableau (1737).

En récompense de son ralliement à la cause autrichienne au début de la guerre de Succession d'Espagne, le prince-électeur Frédéric III obtint l'élévation de son margraviat au rang de royaume. Il se fit couronner en 1701 à Königsberg, capitale de Prusse, sous le nom de Frédéric Ier roi en Prusse (et non pas de Prusse, car il n'était pas souverain de toute la Prusse historique, une partie se trouvant encore en Pologne-Lituanie, hors du Saint-Empire romain germanique). Frédéric Ier était un souverain qui se voyait principalement comme le serviteur de son État. Il fit construire le château de Charlottenburg à l'ouest de Berlin, et ce château fut promu en 1707 au rang de résidence royale. Quelques mois après l'abdication de Frédéric Ier le 18 janvier 1709, les cinq villes de Berlin, Cölln, Friedrichswerder, Dorotheenstadt et Friedrichstadt furent regroupées en une seule et même ville, Berlin, « capitale et résidence royale » (décret du 1er janvier 1710) : Königsberg, capitale de la Prusse historique, était ainsi finalement évincée, marquant un ancrage du royaume plus à l'ouest. Déjà, de nouveaux faubourgs commençaient à s'étendre aux portes de la nouvelle capitale.
Le fils de Frédéric, Frédéric-Guillaume Ier de Prusse, qui exerça seul le pouvoir à partir de 1713, était un prince frugal qui fit de la Prusse une puissance militaire de premier plan. Alors qu'en 1709, Berlin comptait 55 000 habitants, dont 5 000 servaient dans l'armée, dès 1755 elle pouvait s'enorgueillir de 100 000 habitants, dont 26 000 soldats. Frédéric-Guillaume fit en outre dresser alentour de la ville des barrières en bois percées de 14 portes, désignées par la suite sous le nom de barrière d'octroi de Berlin.
Frédéric II, surnommé Frédéric le Grand, fut couronné roi en 1740. On l'appelait aussi le roi-philosophe, car il s'était fait connaître par sa correspondance avec des écrivains comme Voltaire et d'Alembert. Berlin devint sous son règne l'un des centres de l'ère des Lumières. Le plus célèbre philosophe berlinois de l'époque était Moses Mendelssohn. La capitale prussienne ne fut toutefois pas épargnée par les guerres incessantes menées par Frédéric II pour conserver la Silésie. Lors de la guerre de Sept Ans, après une année 1759 catastrophique, les armées russes et autrichiennes occupèrent Berlin le 9 octobre 1760, avant que l'intervention providentielle du tsar Pierre III de Russie ne sauve la Prusse du désastre. En revanche, le règne du successeur de Frédéric II, Frédéric-Guillaume II reste dans l'histoire comme une période terne, le militarisme de l'État prussien l'emportant sur les activités commerciales et culturelles. Frédéric-Guillaume II était lui-même opposé aux Lumières : il exerça une censure moins subtile que son prédécesseur et pratiqua ouvertement la répression à l'occasion. En cette fin de XVIIIe siècle, il fit reconstruire les remparts de la ville, dont l'un des accès est la porte de Brandebourg.

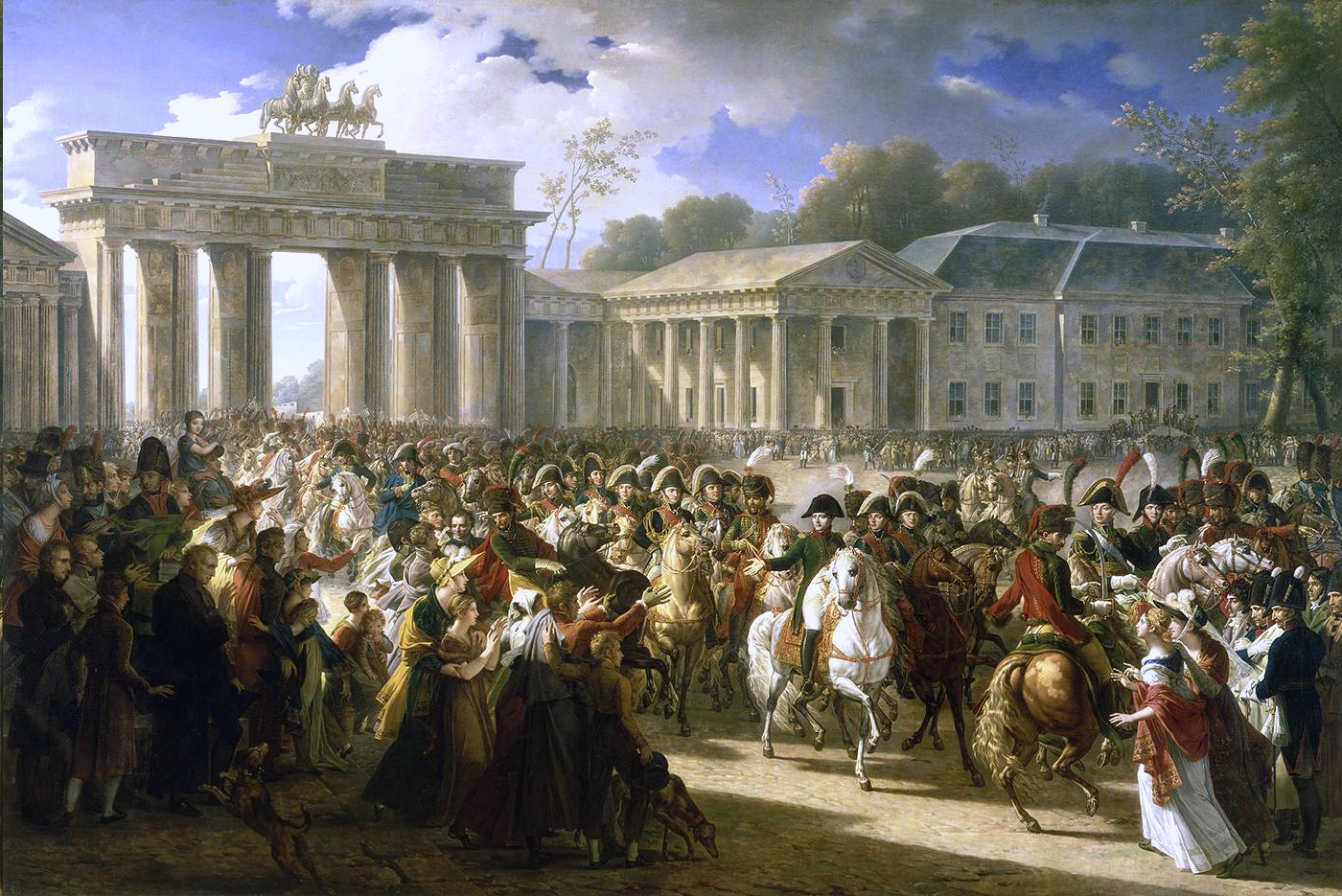
Défilé des troupes françaises devant la porte de Brandebourg le 27 octobre 1806.

À l'issue des campagnes de la Quatrième Coalition, Napoléon Bonaparte fit une entrée triomphale à Berlin en 1806. L'occupation française marqua le début d'une ère de réformes visant à faire de la Prusse un État libéral, Berlin se voyant quant à elle dotée d'une administration autonome. Sous l'impulsion du ministre vom Stein, les premières élections du parlement berlinois, au suffrage censitaire, se tinrent en 1809. L'université de Berlin ouvrit ses portes en 1810, avec comme premier recteur le philosophe Johann Gottlieb Fichte. Les premiers journaux d'opinions, comme le Berliner Abendblätter d'Heinrich von Kleist, parurent à Berlin entre 1810 et 1811. À partir de 1812, les Juifs purent accéder à tous les emplois.
Mais la défaite des armées françaises en 1814 marqua pour plusieurs décennies la fin des réformes administratives ; pourtant, le développement économique allait prendre le pas et forcer le mouvement.
La révolution industrielle gagna les États allemands au cours de la première moitié du XIXe siècle, s'accompagnant d'un exode rural massif : la population de Berlin passa en quelques décennies de 200 000 à 400 000 habitants, la capitale de Prusse rejoignant Londres, Paris et Saint-Pétersbourg dans le peloton des quatre villes les plus peuplées d'Europe. La première ligne de chemin de fer de Prusse, la Berlin-Potsdamer Eisenbahn, entra en service le 22 septembre 1838, avec l'inauguration de la première gare berlinoise, la gare de Potsdam, située au sud-est de la Potsdamer Platz et qui marqua le début du développement rapide de l’Eisenbahnstadt Berlin. La ville devient le centre d'un important réseau ferroviaire, chaque ligne ayant toutefois sa propre gare-terminus : gare d'Anhalt (1841), gare de Stettin (1842), gare de Francfort (1842), gare de Hambourg (1846), gare de Görlitz (1866), gare de l'Est (1867), gare de Lehrte (1871), gare de Dresde (1875).

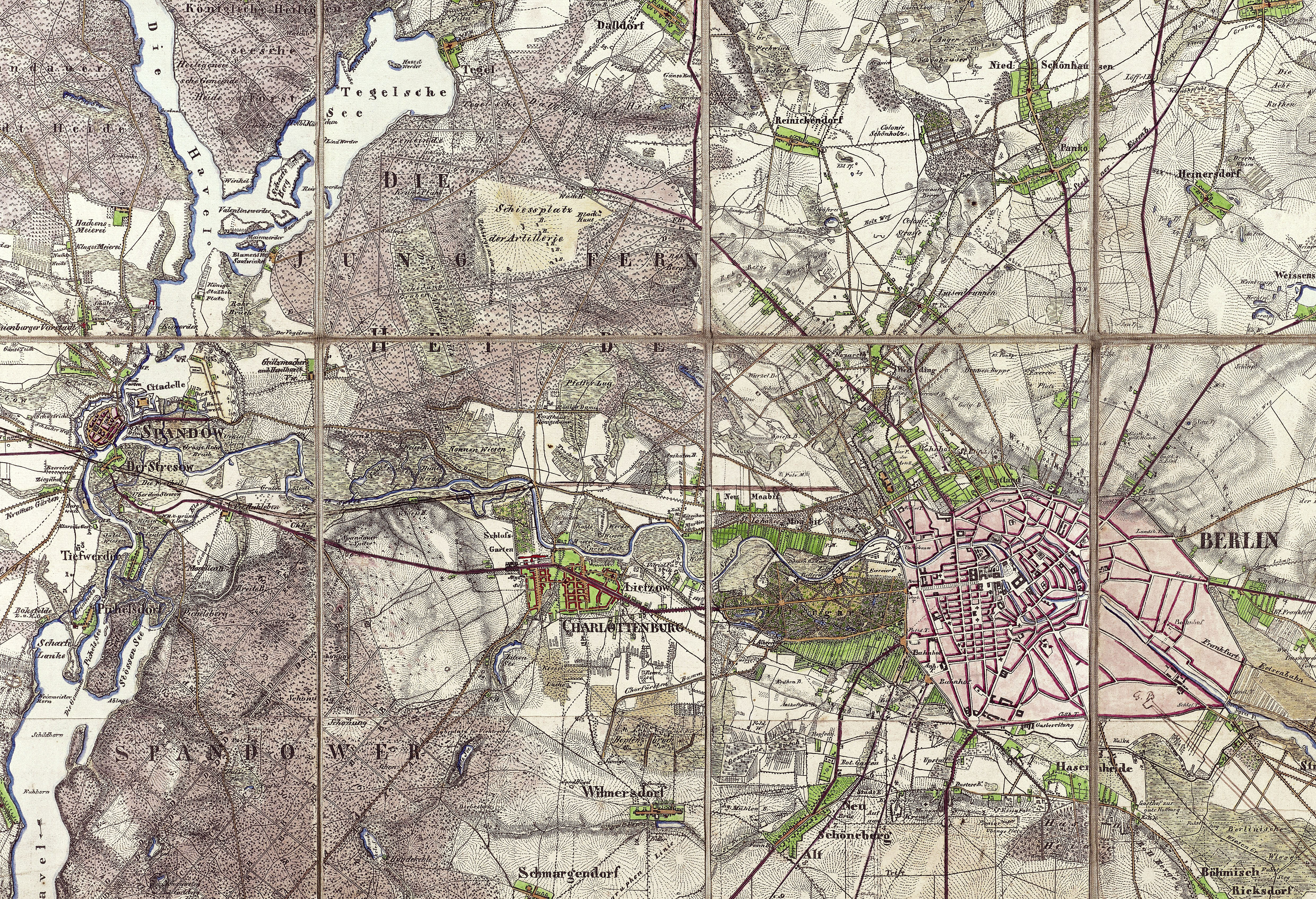
Berlin, Charlottenbourg et Spandau en 1842.

Comme d'autres métropoles européennes, Berlin fut en proie aux émeutes d'inspiration libérale lors des journées de 1848, restées sous le nom de « Journées de mars » (pour cette raison, la période de la Restauration est désignée dans les pays germanophones comme la « période du Vormärz »). Frédéric-Guillaume IV parvint finalement à réprimer la révolte, qui se traduisit à Berlin même par la Journée des barricades. Le calme revenu, il restreignit l'autonomie de la ville, en relevant notamment le cens autorisant les citoyens à voter : cette mesure n'autorisait pratiquement plus que 5 % de la population à participer au scrutin, un quota qui resta en vigueur jusqu'à l'automne 1918.
Guillaume Ier accéda au trône de Prusse en 1861. Les débuts de sa régence laissèrent espérer une libéralisation longtemps attendue dans le pays. Guillaume Ier nomma effectivement des ministres de réputation libérale et fit ériger le Rotes Rathaus, l'hôtel de ville de Berlin. L'agglomération de la capitale fut étendue administrativement en 1861 à de nouveaux faubourgs : Wedding, Moabit, Tempelhof et Schöneberg.
L’afflux de main-d’œuvre venant des campagnes vers Berlin depuis la suppression du servage fait rapidement augmenter la population si bien qu’entre 1860 et 1870 la population berlinoise passe de 493 000 à 826 000 habitants, faisant augmenter de près 50 % les loyers. Ce qui crée une grave crise du logement, plus de 70 000 Berlinois vivent dans la rue et beaucoup d’autres dans des maisons obscures et insalubres. Le centre commence à perdre peu à peu ses habitants au profit des bureaux, commerces, et administrations. Les limites de la ville sont repoussées pour englober les villages de Moabit, Gesundbrunnen, Wedding et une partie de Tempelhof et de Schoneberg qui deviennent des quartiers.
| Année    | 1600 | 1648 | 1709 | 1755 | 1800 | 1850 | 1860 | 1870 | 1880 |
| -------- | ---- | ---- | ---- | ---- | ---- | ---- | ---- | ---- | ---- |
| Effectif | 12   | 4    | 55   | 100  | 172  | 419  | 493  | 826  | 1122 |

En écho à tous ces bouleversements, un plan est élaboré dans une perspective de « restructuration de la capitale » envisagée par l’État prussien, qui transformera le paysage urbain. Dénommé plan Hobrecht, du nom de son initiateur James Hobrecht, il parcellise les terrains à bâtir en parcelles de 150 mètres de long et 75 mètres de large. Sur ces terrains sont construits des courées locatives — les fameuses Mietkasernen. Insalubres et surpeuplées, elles sont construites sur ces parcelles en profondeur. La loi de l’époque ne permettant pas de construire plus haut que la largeur de la rue, on a construit les casernes en ajoutant une cour après l’autre, ce qui permet aussi d’éviter la taxe en fonction de la largeur des façades. Les cours intérieures sont rapidement remplies d’ailes et de bâtiments miteux, où la pauvreté grandit à mesure que l’on s’enfonce dans la parcelle. Il y avait déjà eu en plusieurs travaux d’aménagements de la ville, avant le plan Hobrecht, dont une grande partie viennent de Peter Joseph Lenné, comme la création du parc de Friedrichshain et l’aménagement d’un parc zoologique dans une partie du Tiergarten ainsi que l’aménagement de nouveaux boulevards et d’une ceinture verte autour de la ville. Mais c‘est surtout la construction du canal de la Landwehr qui fut son projet le plus important.
Il permet de détourner le trafic de la Spree. Il fait 11,5 km, part des quartiers industriels de Treptow et rejoint la Spree à la hauteur de Charlottenburg. Il est inauguré en 1850. Il servira aussi de plan d’eau pour l’alimentation de la ville en eau potable.
James Hobrecht relance, en s’inspirant des plans de Lenné, la réalisation d’une ceinture de boulevards et d’espaces verts. Mais cette idée ne sera reprise qu’en 1920 et elle sera réalisée dans la partie sud de la ville en construisant une série de grandes artères portant les noms des héros de la guerre. Mais les lignes de chemin de fer qui pénètrent jusqu’au centre de la ville empêchent l’achèvement du plan Hobrecht.

## Capitale de l'Empire allemand

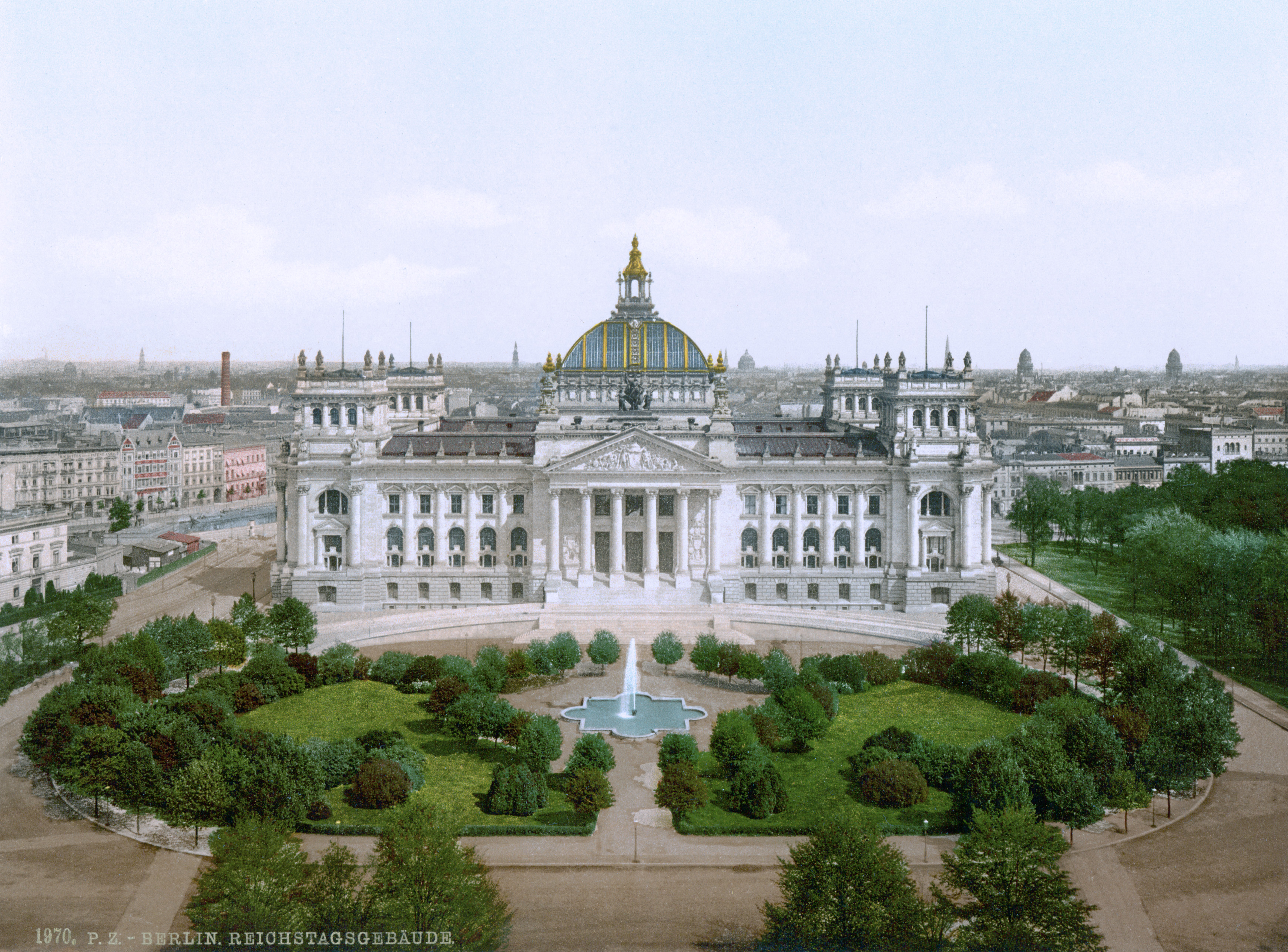
Le Reichstag à la fin du XIXe siècle.

Sous l'égide de la Prusse, les États d'Allemagne du Nord se fédérèrent à l'issue de la guerre de 1870 selon la « solution petite-allemande » ; l'Empire allemand fut proclamé au traité préliminaire de paix du 26 février 1871, avec le roi de Guillaume Ier de Prusse comme souverain, Otto von Bismarck comme chancelier et Berlin comme capitale.
Berlin était alors une cité industrielle de 800 000 habitants. Or, les infrastructures n'avaient pas suivi la croissance de la population. On entreprit enfin en 1873 la construction du réseau d'égout, qui fut parachevé en 1893. Au décollage économique de la révolution industrielle succéda le krach de 1873 consécutif à l'Unité allemande, une crise liée à l'apport massif de liquidités correspondant au paiement de l'indemnité de guerre française. L'extension urbaine demeura un sujet controversé. Le 1er janvier 1876, Berlin se vit confier par l'État les ponts et les boulevards de la ville. Signe des temps, les magistrats prussiens, lors du procès de Kreuzberg (1882), firent jurisprudence en donnant tort aux services d'urbanisme contre un particulier qui s'était vu refuser un permis de construire : le tribunal décida que l'État n'était compétent qu'en matière de sécurité publique, non en matière esthétique et paysagère. La préfecture de police de Berlin, fondée en 1809, était au début du XXe siècle un des plus importants services de police du monde.
Le palais du Reichstag, dont la construction avait commencé en 1884, fut inauguré dix ans plus tard, le 5 décembre 1894.

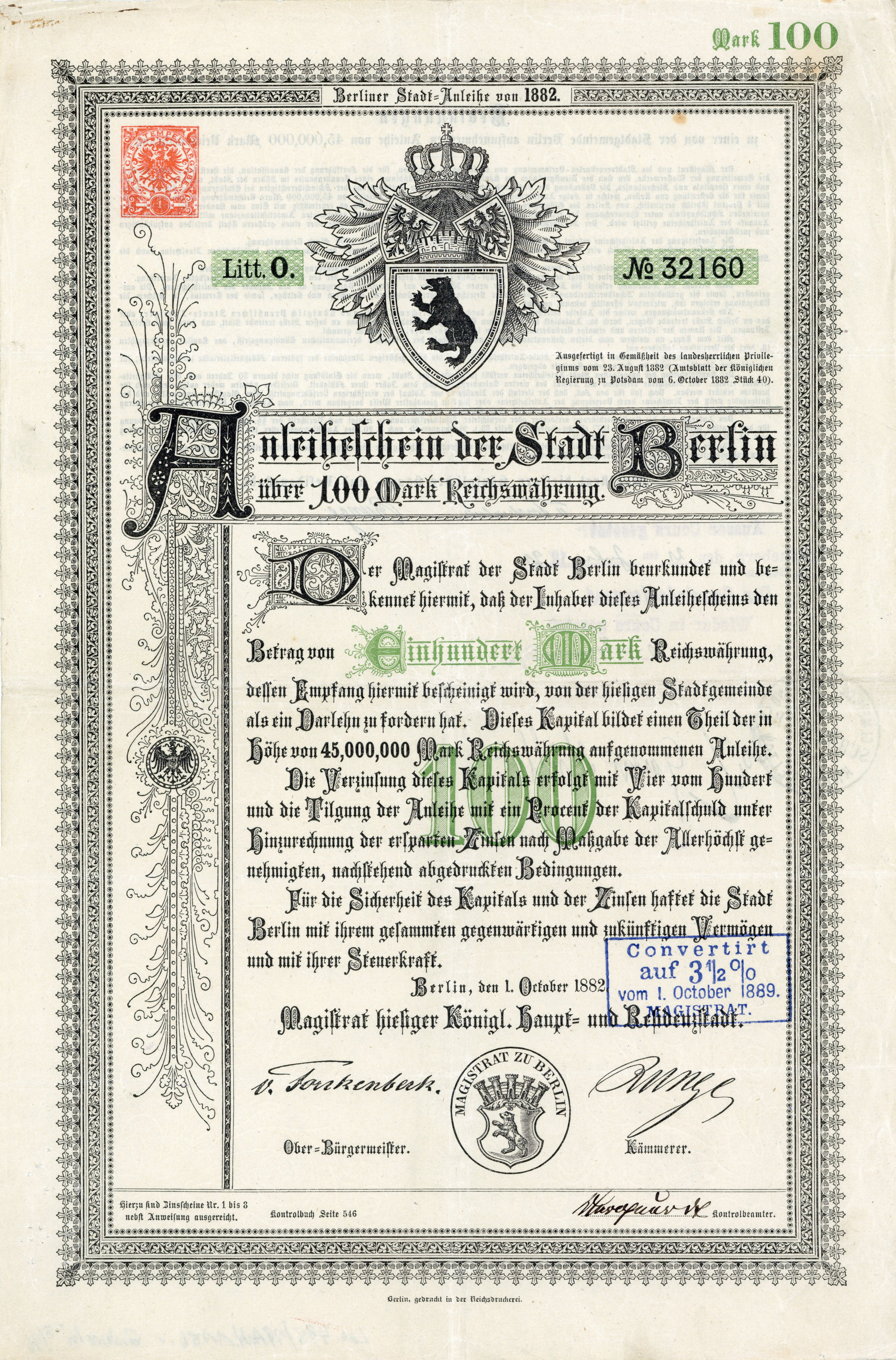
Emprunt de la ville de Berlin de 100 marks, émis le 1er octobre 1882, avec signature du maire v. Forckenbeck. L'objectif de l'emprunt était, entre autres, de couvrir les frais consécutifs à la construction de la ligne municipale de Berlin.

Le réseau de chemin de fer national et régional fut réorganisé. En 1871 et 1877, le Ringbahn fut ouvert en deux étapes. Le Stadtbahn, qui traverse le centre de Berlin d'est en ouest, fut ouvert en 1882. Certaines gares redondantes furent fermées : gare de l'Est au profit de la gare de Francfort, qui devint alors gare de Silésie (1882) ; gare de Dresde au profit de la gare d'Anhalt et de Potsdam (1882) ; gare de Hambourg au profit de la gare de Lehrte (1884). Pour rééquilibrer la forte croissance du trafic en ville, la construction du métro de Berlin (U-Bahn) et des lignes de train de banlieue (S-Bahn) fut décidée en 1896. Dans les quartiers du centre-ville (Kreuzberg, Prenzlauer Berg, Friedrichshain et Wedding), regroupés sous le terme de « Wilhelminischer Ring (de) », les autorités firent construire des logements sociaux pour permettre le logement des ouvriers. Tandis qu'au sud-ouest de Berlin, une banlieue pavillonnaire compacte et très étendue s'était développée depuis 1850, de nouveaux quartiers bourgeois virent le jour à l'ouest à la fin du XIXe siècle. Entre 1904 et 1908, une collection de guides intitulés Großstadt-Dokumente (51 numéros) se consacrait exclusivement à la vie berlinoise. Un pont-aux-ânes de la recherche en urbanisme dans les pays germanophones à la Belle Époque était l'opposition de la ville tentaculaire qu'était Berlin à Vienne, ville d'histoire et de culture. Le premier aérodrome d'Allemagne ouvrit en 1909 à Johannisthal. En 1911, l'association « Zweckverband Groß-Berlin » se donna pour tâche de coordonner le développement des services dans une ville à la croissance explosive. Elle obtient en 1920 la création de la communauté urbaine du « Grand Berlin » (Gross-Berlin) ; une autre conception, toujours actuelle, de cette association est celle de coulée verte.
La Première Guerre mondiale provoqua la famine à Berlin. Au cours de l'hiver 1916 – 17, on dénombrait déjà 150 000 personnes souffrant de faim, et les grèves commençaient à se multiplier. Lorsque l'armistice fut signé à la fin de 1918, l'empereur Guillaume II abdiqua. À l'issue de la révolution de novembre, le socialiste Philipp Scheidemann et le communiste Karl Liebknecht appelèrent à la république. Dans les semaines qui suivirent, Berlin fut le théâtre de multiples émeutes de rues opposant spartakistes et corps francs, et qui s'achevèrent par l'écrasement du soulèvement spartakiste.

## La république de Weimar

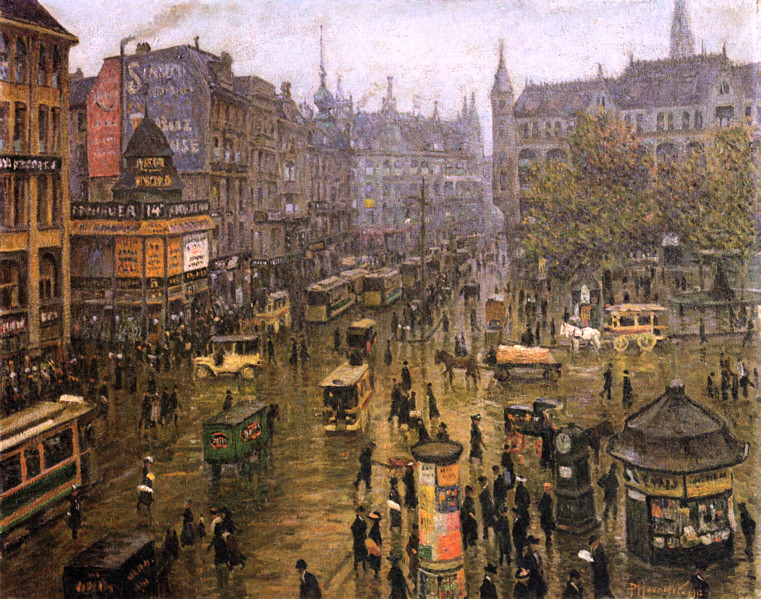
Berlin en 1912.

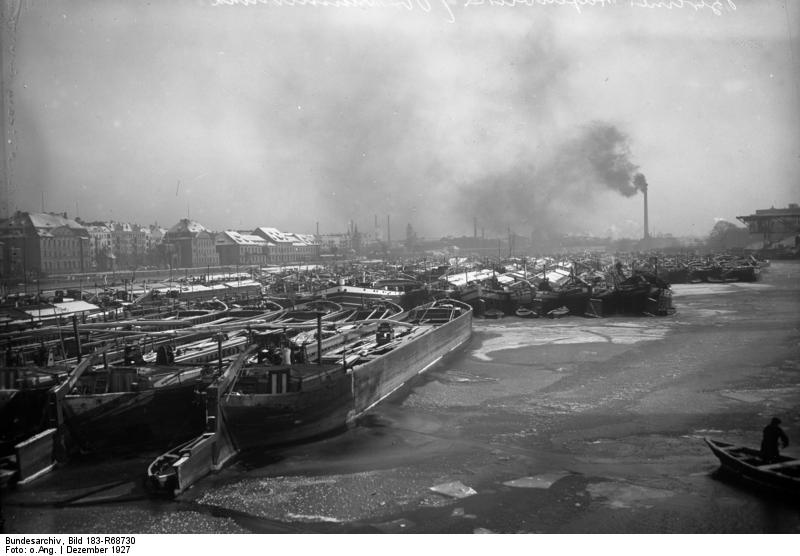
Pollution par le charbon, hiver 1927.

Le Parti communiste d'Allemagne (Kommunistische Partei Deutschlands ou KPD) fut fondé à Berlin à la fin de décembre 1918. Il essaya de mettre en place un pouvoir des conseils ouvriers au mois de janvier 1919, mais l'exemple du pouvoir bolchevik russe avait déjà effrayé et mobilisé non seulement la droite, mais aussi des socialistes comme Friedrich Ebert. La révolution spartakiste échoua, et l'armée loyaliste exécuta le 15 janvier les deux meneurs, Rosa Luxemburg et Karl Liebknecht. En mars 1920, c'était au tour du Parti des Patriotes allemands (Deutsche Vaterlandspartei) mené par Wolfgang Kapp, de tenter de renverser le gouvernement. Les garnisons de Berlin se joignirent cette fois aux émeutiers, et les palais gouvernementaux furent occupés (le gouvernement de la République de Weimar avait déjà quitté la capitale). Mais une grève générale mit un terme au coup d’État.
Le Grand Berlin (Gross-Berlin) fut instauré par la loi du 1er octobre 1920. L'ancienne ville de Berlin (66 km2) se trouva ainsi agrandie par l'annexion de sept villes avoisinantes (Charlottenbourg, Köpenick, Lichtenberg, Neukölln, Schöneberg, Spandau et Wilmersdorf), 59 communes et 27 districts ruraux, le tout divisé en 20 districts et s'étalant sur une superficie de 883 km2. La nouvelle ville de Berlin ainsi créée représentait alors 3 804 048 habitants.
En 1922, le ministre des Affaires étrangères Walther Rathenau fut assassiné à Berlin. La ville fut en état de choc, et près d'un demi-million de citadins défilèrent à son enterrement.
La situation économique était catastrophique. Le traité de Versailles condamnait l'Allemagne à verser de lourdes réparations de guerre. À la suite de l'occupation de la Ruhr par les troupes françaises et belges, le gouvernement fit tourner la planche à billets. Cette pratique, qui se superposait à une économie déprimée, conduisit à une hyperinflation, supportée principalement par les prolétaires, les salariés et les petits rentiers. La situation commença à s'améliorer à partir de 1924 à la suite d'une renégociation avec les Alliés, des fonds d'aide américains ainsi que d'une politique financière plus rigoureuse. C'était le début des Années folles à Berlin, une période faste appelée en allemand « die Goldene Zwanziger (de) ». Berlin devint la plus grande ville industrielle d'Europe.
Grâce à des personnalités comme l'architecte Walter Gropius, le physicien Albert Einstein, le peintre George Grosz, les écrivains Arnold Zweig, Bertolt Brecht et Kurt Tucholsky, et des acteurs et cinéastes comme Marlene Dietrich, Friedrich Wilhelm Murnau et Fritz Lang, Berlin faisait figure de grand centre culturel en Europe, sans éclipser pour autant l'hégémonie parisienne.
L'aéroport de Tempelhof fut inauguré en 1924. Cette même année, le salon international de la radiodiffusion de Berlin, un des plus anciens salons industriels d'Allemagne, se tint pour la première fois au Parc des expositions de Berlin (Messegelände). Berlin était le second plus grand port fluvial du pays. Les lignes ferroviaires de métro, de banlieue et de ceinture, électrifiées depuis 1924, furent fédérées en 1930 sous le nom de S-Bahn. Cette infrastructure était devenue indispensable à une population de 4 millions d'habitants. À l'occasion du 3e Salon international de la radiophonie en 1926, on inaugura la Berliner Funkturm. De 1930 à 1933, l'Association Aérospatiale, dont le futur ingénieur Wernher von Braun était membre, procéda aux premiers essais de tirs de fusées sur la Raketenflugplatz (de) de Berlin dans le faubourg nord de Tegel.
Cette courte période de prospérité prit fin avec la crise économique de 1929. Le Parti nazi d'Adolf Hitler remporta ses premiers sièges au parlement. Le gouvernement régional prussien dirigé par Otto Braun fut déposé le 20 juillet 1932 lors d'un coup d'État, le Preussenschlag : la république commençait à céder sous les coups conjugués des menées extrémistes de droite et de gauche.

## Le Troisième Reich
Son parti ayant remporté les nouvelles élections législatives, Hitler fut finalement choisi comme chancelier par le président von Hindenburg le 30 janvier 1933. Le palais du Reichstag fut incendié le 27 février 1933. Les mesures drastiques du nouveau gouvernement nazi suspendirent le fonctionnement des institutions démocratiques de la république de Weimar.
Il y avait à Berlin en 1933 environ 160 000 Juifs, soit un tiers des Juifs d'Allemagne, et 4 % de la population de l'agglomération. Un tiers d'entre eux étaient des immigrants d'Europe de l'Est, massés dans le quartier du Scheunen près de l’Alexanderplatz. Principale cible du nouveau régime, ils durent renoncer aux emplois les plus prestigieux : dès mars 1933, tous les médecins juifs exerçant à l'hôpital « La Charité » durent démissionner. Pendant la première semaine d'avril, les militants nazis organisèrent le « boycott des Juifs », empêchant les Berlinois de fréquenter les magasins tenus par des Juifs.
Les Jeux olympiques d'été de 1936 devaient se tenir dans la capitale. Les nazis reprirent à leur compte cette décision, rappelant que les Jeux de 1916, qui auraient dû se tenir à Berlin, avaient été annulés pour cause de guerre. Pour ne pas isoler politiquement Berlin des autres grandes capitales, ils procédèrent à une mise en scène consistant à supprimer momentanément les panneaux d'interdiction et de proscription anti-juifs, tels les affiches « Für Juden verboten » (« Interdit aux Juifs »). Le jubilé des 700 ans de Berlin, l'année suivante, permit à nouveau à la propagande nazie de s'exprimer en ville. Lors de la nuit de Cristal du 9 au 10 novembre 1938, un pogrom national entraîna l'incendie des synagogues, la destruction des magasins et des maisons habitées par des Juifs, et de nombreuses arrestations. En 1939, il y avait encore 75 000 Juifs vivant à Berlin. Le 18 octobre 1941, le premier d'une série de 63 convois quitta de la gare de Grünewald, transportant des Juifs jusqu'au ghetto de Łódź, marquant le début de la « Solution finale ». On déporta dans ce camp de concentration 50 000 personnes, la plupart pour y être exécutées. Le quartier de Wannsee fut le siège de la conférence de 1942 prononcée par le chef de l'Office central de la Sécurité du Reich, le SS Reinhard Heydrich, fixant l'organisation de la Solution finale. Un peu plus de 1 200 Juifs parvinrent à survivre en cachette à Berlin, grâce à l'action de quelques justes.

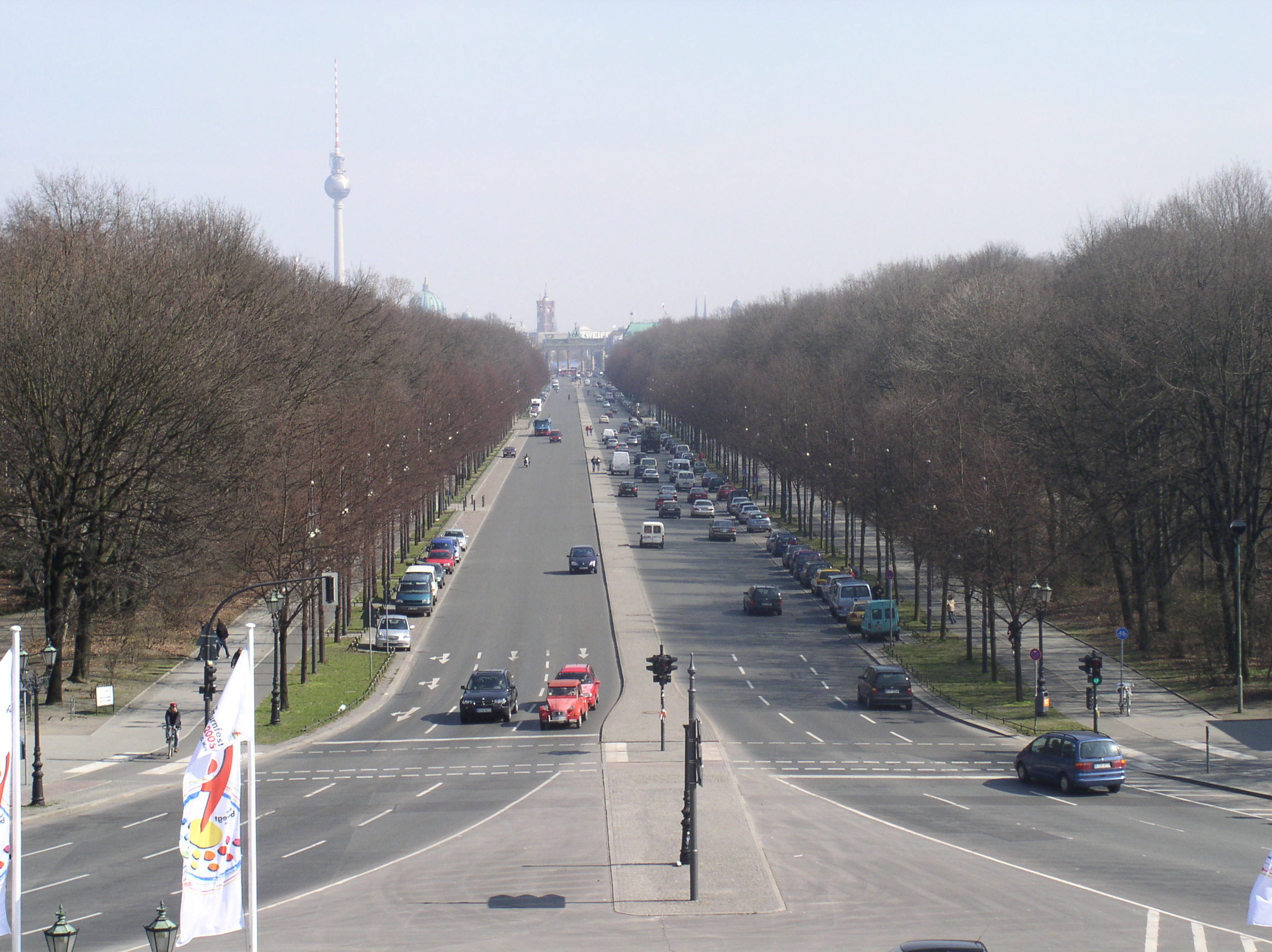
La Colonnade des victoires (auj. avenue du 17 juin) tracée par Albert Speer donne une idée de la taille des artères qui devaient traverser Germania.

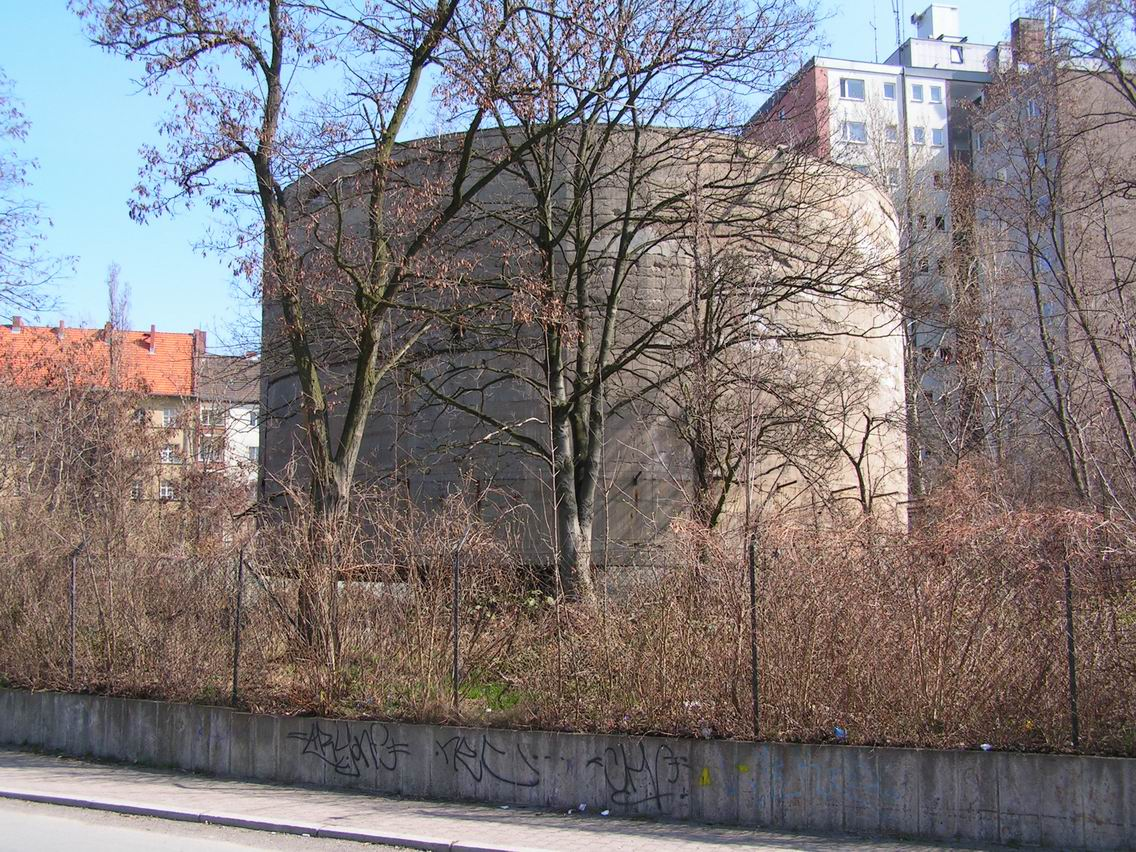
Essai de charge grandeur nature, ce sommier en béton armé devait permettre de dimensionner les arcs de triomphe de Germania compte tenu de la capacité portante du sol.

Le camp de concentration de Sachsenhausen, établi à 30 km au nord-ouest de Berlin près de la résidence royale d'Oranienburg, était destiné à la détention des prisonniers politiques et des prisonniers de guerre russes. Des dizaines de milliers de détenus y périrent. Sachsenhausen desservait plusieurs camps de travail forcé installés autour des usines d'armement, dont plusieurs se trouvaient à Berlin même.

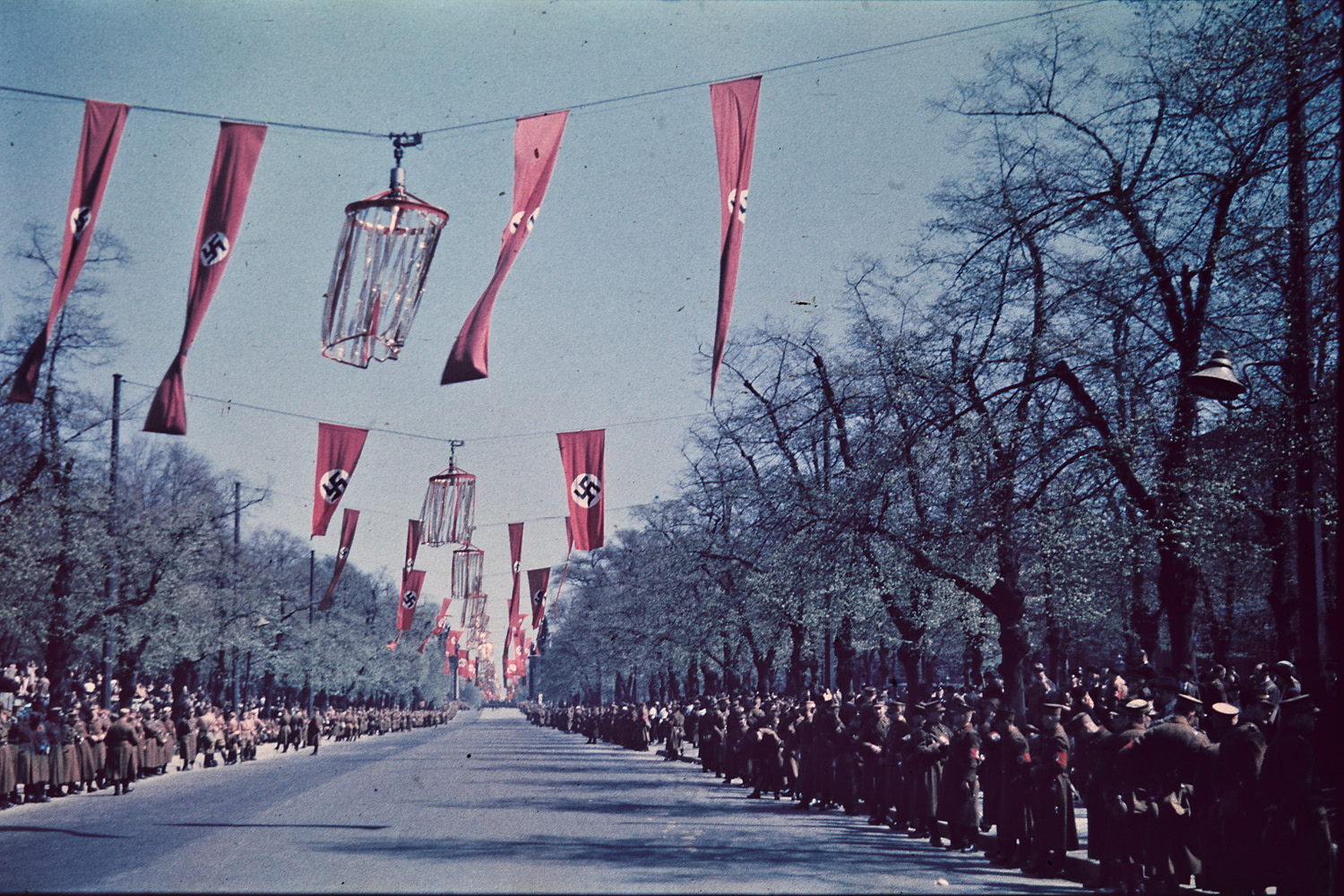
Rue décorée pour le de la ville en 1937. Bannières des nazis aussi en évidence.

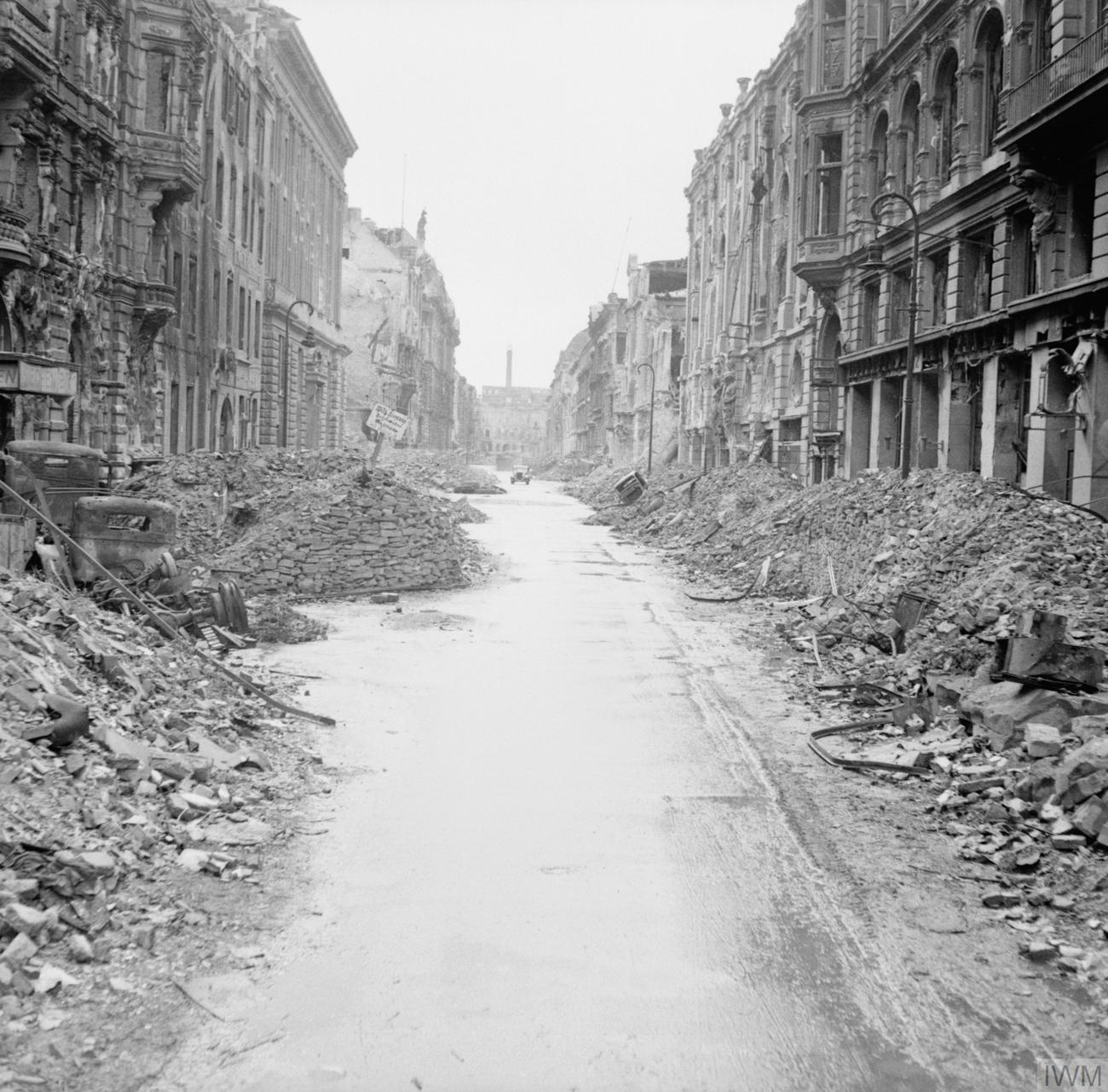
Berlin, année zéro. Après la prise de la ville par l'armée rouge en mai, état des rues en juillet 1945. La nation est brisée, ses élites politiques et culturelles ont disparu, ses hommes en armes démobilisés. Ne restent que les femmes allemandes pour retirer les décombres.

Sur le plan de l'urbanisme, les nazis cherchaient également à donner au Grand Reich une capitale à sa mesure, et imaginèrent de transformer Berlin en une nouvelle capitale mondiale, Welthauptstadt Germania dans le style colossal. Les constructions devaient s'étaler de 1938 à 1950. Selon les plans de l'architecte officiel Albert Speer, il s'agissait, en faisant au besoin disparaître les quartiers historiques de la ville, de percer la ville de boulevards rectilignes de largeur démesurée (pour les défilés), ponctués par des édifices monumentaux. Au centre était prévu le « grand pavillon du peuple », une gigantesque halle destinée à accueillir les discours du Führer avec une coupole de cuivre d'une hauteur totale de 280 mètres. L'édifice aurait écrasé de son volume le Reichstag à ses pieds. Tout autour de ce noyau gouvernemental, des autoroutes devaient donner à Germania une touche moderne. Pour le projet Germania,[réf. nécessaire] des milliers de Juifs berlinois furent expropriés afin d'attribuer leurs appartements aux habitants délogés par les travaux de destruction préalables. Des milliers de travailleurs forcés furent transportés à Berlin depuis des camps de concentration. Quoique la plupart de ces projets n'aient pas vu le jour du fait de la guerre et des restrictions économiques, il subsiste des vestiges des premières constructions de Speer, que l'on peut encore voir aujourd'hui. Une exposition leur a été récemment consacrée.
Berlin devient durant la Seconde Guerre mondiale une cible prioritaire des bombardements alliés. La bataille de Berlin avec les forces soviétiques est acharnée et les dégâts sont considérables : de 1939 à 1945, la population chute de 4,3 à 2,8 millions d'habitants ; la ville est en grande partie détruite, le centre-ville un désert de ruines, débarrassées par les « femmes des ruines ».
Cependant Berlin n'est pas, contrairement à une idée reçue, la ville la plus détruite d'Allemagne. En 1945, 20 % des logements sont dits « inhabitables », ce qui est un taux relativement faible par rapport à d'autres cibles de l'aviation britannique, comme Hambourg, Dresde, Francfort ou Cologne. Les bombardements alliés se sont concentrés sur les quartiers centraux, mais ont épargné volontairement des zones proches des aéroports que l'on souhaitait utiliser après la fin des hostilités. De plus, la faible densité de Berlin (moins de la moitié de celle de Paris), la largeur des boulevards, les nombreux espaces verts ont empêché de nombreuses munitions d'atteindre un objectif. Enfin les bombardements alliés les plus meurtriers et les plus destructeurs furent ceux de Hambourg et de Dresde, du fait de techniques mixtes, mêlant explosifs et torches incendiaires, aux effets combinés dévastateurs. Ces formules n'ont jamais réussi à Berlin.

## La ville divisée

Les secteurs d'occupation de la ville en 1945.

À l'issue de la conférence de Yalta, tenue du 4 au 11 février 1945, les Alliés s'accordèrent pour diviser non seulement l'Allemagne en quatre zones d'occupation, mais également l'ancienne capitale du Reich, Berlin : les quatre puissances occupantes, responsables chacune d'un secteur, seraient : les États-Unis, le Royaume-Uni, la France, et l'Union des républiques socialistes soviétiques. Les forces soviétiques évacuèrent donc pendant l'été 1945 les quartiers ouest de Berlin, où elles avaient combattu les derniers nids de résistance nazie au printemps, et cela bien qu'encore au mois de mai, elles eussent investi un premier magistrat en la personne d’Arthur Werner ainsi qu'un gouvernement provisoire composé d'anciens membres du KPD allemand dissout.
Les premières élections municipales du Grand Berlin se tinrent le 20 octobre 1946 dans les quatre secteurs d'occupation et se soldèrent par une nette victoire du SPD (48,7%) devant la CDU (22,2%) et le SED (19,8%) communiste. Il s'ensuivit une opposition politique croissante tant dans l'administration quotidienne de la ville que dans les délibérations du conseil municipal, allant jusqu'à des émeutes et des occupations de locaux dans les secteurs ouest, une agitation probablement alimentée par les communistes, bien que désavouée officiellement par les élus du SED.
Malgré la division officielle de Berlin en quatre zones, les américains et les britanniques optèrent (1er janvier 1947) pour un gouvernement unique des deux secteurs sous leur responsabilité : la Bizone. En protestation contre ce que les soviétiques considéraient comme une remise en cause des accords, le maréchal Vassili Sokolovski se retire le 20 mars 1948 du conseil de contrôle interallié. Les désaccords politiques entre les Alliés et l'Union soviétique continuèrent de s'envenimer, jusqu'au Blocus de Berlin par les soviétiques (juin 1948), ce qui incita la France à rejoindre la création de la Trizone au 1er août 1948, qui aboutira un an plus tard (23 mai 1949) à la création d'un nouvel État allemand, la RFA ; enfin la proclamation unilatérale d'une réforme monétaire dans les secteurs ouest, qui s'ensuivit d'un afflux de reichsmarks dévalorisés dans la zone d'occupation soviétique, sont autant d'initiatives que les autorités soviétiques interprétèrent comme des entorses aux accords de Yalta et à la conférence de Potsdam, qui garantissait le principe de l’unité de l’Allemagne.

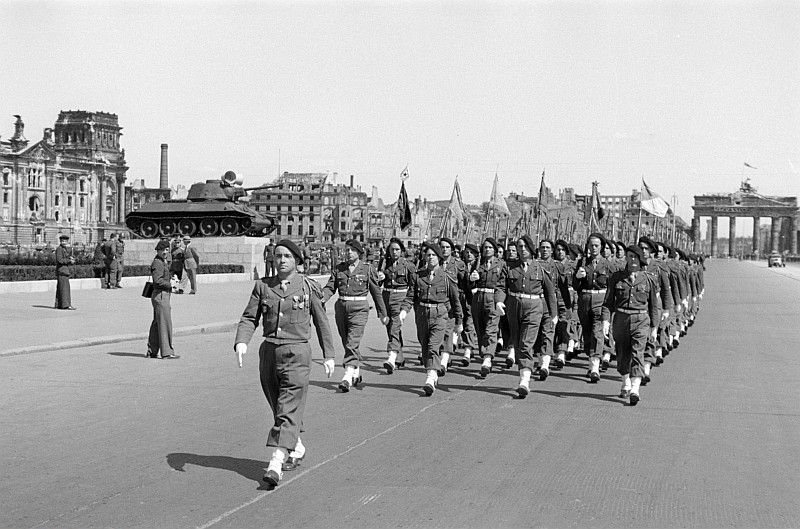
Parade des troupes alliées à Berlin le 8 mai 1946, photographie de.

Un nouveau scrutin municipal qui devait se tenir sur l'ensemble du Grand Berlin le 5 décembre 1948, désigna Ernst Reuter à la tête de la ville. Cependant il ne fut organisé que dans les secteurs ouest, les autorités soviétiques l'ayant interdit dans le secteur qu'elles administraient. D'ailleurs, les élus du SED qui avaient organisé de leur côté dès le 30 novembre un « conseil des représentants de quartier » auquel participaient de prétendues délégations des usines de la zone est, avait déjà réinvesti dans ses fonctions le premier magistrat loyaliste, et qui nomma Friedrich Ebert junior (le propre fils du défunt président de la République) maire de l'agglomération du Grand Berlin.
À partir de ce jour, la ville de Berlin se retrouva alors définitivement divisée en deux tant politiquement qu'administrativement, avec deux municipalités concurrentes : Berlin-Ouest et Berlin-Est

### Le blocus et le pont aérien
Durant la guerre froide, Berlin constitue un point de discorde entre les deux blocs. L’URSS de Staline cherche à faire pression sur le bloc de l'Ouest en organisant le blocus de Berlin à partir du 24 juin 1948 : les Américains y répondent dès le lendemain par un pont aérien qui dure jusqu'à la fin du blocus en mai 1949, transportant près d'un 1,9 million de tonnes de ravitaillement (dont 80 % de charbon).

### Berlin et la fondation des deux Allemagnes

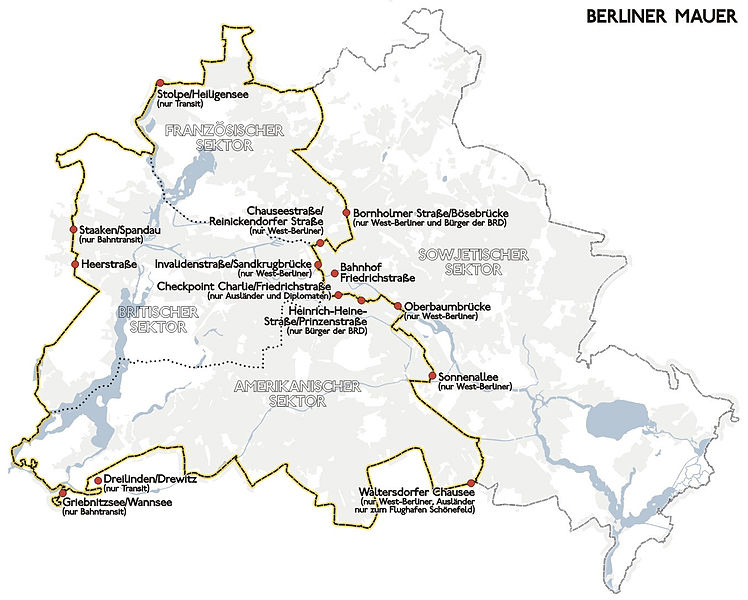
Les limites de Berlin-Ouest (en jaune).

La loi constitutionnelle du 23 mai 1949 qui créait la République fédérale d’Allemagne à partir des trois zones d'occupation américaine, britannique et française, faisait par son article 23 du Grand Berlin un Land fédéral. Le 7 octobre suivant, une loi analogue créait la République démocratique allemande : la rédaction originale de ce dernier texte qualifiait l'Allemagne de « république indivisible », en ce sens qu'il n'y aurait qu'une nation allemande dont la capitale serait Berlin. Dans l'esprit des auteurs de ce texte, Berlin signifiait ici aussi le Grand Berlin, puisque, selon le point de vue est-allemand, tout le territoire de l'agglomération se trouvait en zone d'occupation soviétique, les secteurs ouest étant simplement administrés par les forces de l'OTAN… Ainsi les deux nouveaux États revendiquaient Berlin en totalité, sans jamais parvenir à exercer leur autorité sur toute l'agglomération avant le 3 octobre 1990.
La constitution fut appliquée en 1950 à Berlin-Ouest. Au terme de l'article 2 alinéa 1er de la constitution, Berlin était donc jusqu'en 1990 un Land de la République fédérale allemande, mais cet article resta sans effet, les forces occupantes de Berlin-Ouest en ayant reporté l'application. Les premières élections législatives eurent lieu à Berlin-Ouest le 3 décembre 1950.

### Les émeutes du 17 juin en RDA
Dans le contexte politique incertain qui suit la mort de Staline le 5 mars 1953, le gouvernement est-allemand et son chef, l'impopulaire Walter Ulbricht, doivent faire face à de vives critiques du Kremlin, en particulier de Lavrenti Beria.
Alors qu'on leur suggère une relative libéralisation du régime stalinien instauré en RDA depuis 1949, la direction de la SED, qui fait face à une situation économique difficile, choisit au contraire un durcissement et en mai 1953 ordonne une augmentation des cadences de travail de 10 % ainsi qu'une augmentation des prix. Le ressentiment ouvrier est très vif. Le 16 juin 1953, des ouvriers du bâtiment manifestent dans les rues de Berlin-Est. Le défilé commence boulevard Staline (« Stalinallee », auj. Karl-Marx Allee) alors en construction. La radio RIAS-Berlin (qui émettait depuis le secteur américain) s'étant faite l'écho de cette manifestation, de nombreux Berlinois de l'Est rejoignirent le défilé. Puis les rangs des Berlinois qui s'engageaient sur la Potsdamer Platz se grossirent de citadins de Berlin-Ouest. Le mouvement gagna les provinces de RDA, se traduisant par des arrêts de travail et des manifestations. Le 17 juin, le gouvernement est-allemand, ayant perdu le contrôle de la situation, demande l'intervention des troupes soviétiques.
La manifestation tourne bientôt en un combat de rue, dans lequel les soldats tiraient à vue sur des citoyens désarmés. La répression fit au moins 153 victimes et plusieurs milliers d'arrestations. La participation d'ouvriers de Berlin-Ouest, la prise à partie de policiers est-allemands par les manifestants ainsi que l'incendie d'un entrepôt (la Columbushaus) fournirent autant de prétextes au gouvernement de RDA pour qualifier le soulèvement de « contre-révolutionnaire » et pour en attribuer la responsabilité aux autorités d'occupation du secteur ouest. Plus de 200 meneurs seront fusillés.
Le gouvernement revint toutefois prudemment sur les mesures impopulaires qu'il s'apprêtait à engager, et préventivement mit sur pied une milice composée de volontaires fiables et fidèles au régime, afin d'éviter à l'avenir de devoir recourir aux services de l'armée soviétique. L'ampleur du mouvement populaire conduit paradoxalement au maintien de Walter Ulbricht au pouvoir et à la chute de Beria durant l'été. À Berlin-Ouest, une rue est baptisée « rue du 17 juin » et le 17 juin devient le jour de la « réunification allemande ».

### La construction du Mur

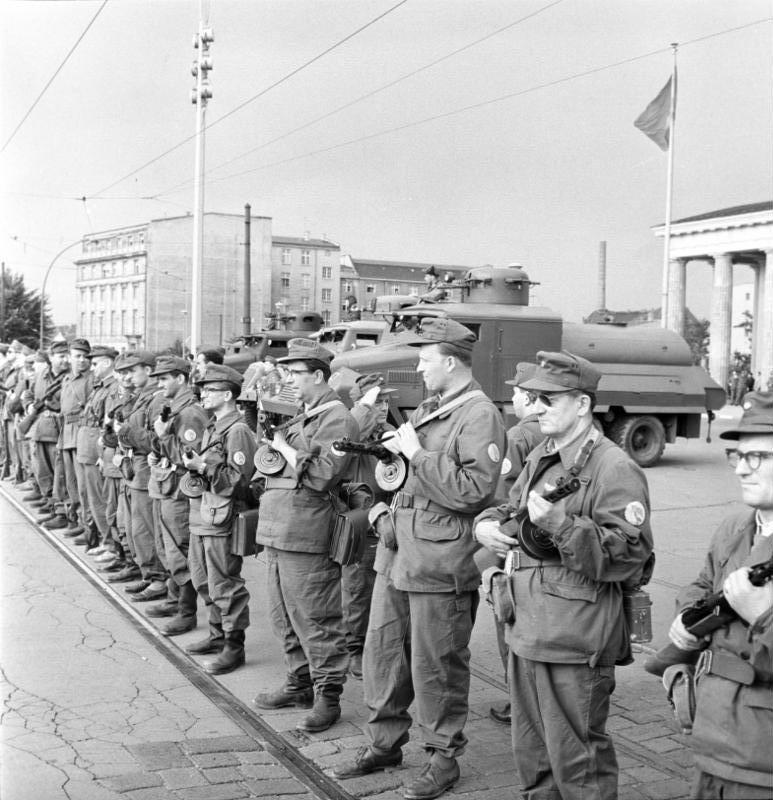
Le 13 août 1961, la construction du mur de Berlin commence. Cette photo montre des hommes des « groupes de combat de la classe ouvrière » (Kampfgruppen der Arbeiterklasse), organisation paramilitaire est–allemande, sur le côté ouest de la porte de Brandebourg qui se tiennent exactement sur la ligne de démarcation.

Au cours de l'automne 1958, plusieurs responsables politiques du bloc soviétique (Walter Ulbricht, Khrouchtchev, Gomulka) remirent publiquement en cause le statut international de Berlin. À l'unisson, la presse communiste européenne entama à son tour une campagne dans ce sens, si bien que le 27 novembre 1958, le secrétaire général du Parti communiste soviétique, Nikita Khrouchtchev, expédia une note aux trois occupants occidentaux ainsi qu'au gouvernement de la République fédérale allemande.
Protestant contre la remilitarisation récente de la RFA, le premier secrétaire de l'URSS constatait que le statut quadripartite de l'ancienne capitale du Reich était caduc ; il exigeait la démilitarisation complète de Berlin, tous secteurs confondus, et proposait de la doter d'un gouvernement propre garanti par une autorité indépendante.
Il donnait six mois à ses interlocuteurs occidentaux pour donner leur réponse, mais se défendait de produire là un ultimatum. Au bout des six mois, le « non-ultimatum » prit fin sans résultat tangible, mais aussi sans que la crise conduise à une escalade ; pour autant, la confrontation annonçait déjà la décision de construire le mur de Berlin en août 1961.
Lassées de l'exode ininterrompu des Allemands vers la RFA via les secteurs d'occupation ouest, les autorités est-allemandes, avec l'aval des Soviétiques, arrêtèrent la décision de séparer physiquement « Berlin-Est » et « Berlin-Ouest » par une muraille surveillée par un réseau de miradors. La construction du mur commença dans la nuit du 12 au 13 août 1961.
Dès lors, et jusqu'à la chute du Mur le 9 novembre 1989, chaque moitié de Berlin se veut une vitrine idéologique de son camp. Berlin-Est est la capitale choyée de la RDA (grandes réalisations architecturales plus ou moins heureuses, vie culturelle dense et relativement libre[réf. nécessaire]), tandis que Berlin-Ouest est une île capitaliste et libertaire au milieu du bloc soviétique subventionnée par la RFA qui attire nombre d'artistes.

### Expansion urbaine et politique de Berlin
La partie ouest de Berlin fut massivement subventionnée par la RFA, afin de promouvoir, par cette « vitrine du monde occidental », une propagande contre-gouvernementale en RDA. Les entrepreneurs reçurent des aides considérables : la « prime Zitter », un prêt à 6 % garantis, était censé pallier le manque chronique de main-d'œuvre. De manière symétrique, à Berlin-Est, 50 % des installations de logements furent financés par l’État est-allemand.
Tandis que Berlin-Ouest se restructurait autour du Kurfürstendamm, Berlin-Est érigeait l'Alexanderplatz en nouveau centre-ville. La moitié ouest se dota dès 1948 d'un établissement d'enseignement supérieur propre avec l'université libre de Berlin (Berlin-Est se chargeant de rouvrir la vénérable université Humboldt). Parmi les autres projets significatifs qui virent le jour à l'ouest, la rocade autoroutière, la Philharmonie de Berlin, l'Europa-Center et le nouvel opéra. Au cours des années 1970, les autorités est-allemandes reconstruisirent d'anciens quartiers en lançant un vaste programme de construction de logements à loyers modérés.

## 1968 à l’ouest
Partie de l'université libre de Berlin et du quartier de Charlottenburg, la révolte estudiantine de 1968 gagna le siège social des éditions Springer dans la Kochstrasse (de) du quartier de Kreuzberg. Ce conflit autour des choix de société enflamma bientôt toute la population. Comme en France, il y eut de violents affrontements entre étudiants et policiers. Un des centres berlinois dans l'imaginaire soixante-huitard est la Kommune 1 avec Uschi Obermaier ou Rainer Langhans qui était connu en dehors de frontières de l'Allemagne. Des stars internationales comme Jimi Hendrix ou John Lennon y ont fait un court séjour.
L'événement à l'origine de ce mouvement est la mort de l'étudiant pacifiste Benno Ohnesorg, tué par la police le 2 juin 1967 près de l'opéra alors qu'il manifestait contre la visite du Shah d'Iran à Berlin.

### Terrorisme de gauche à Berlin-Ouest
Au début des années 1970, Berlin fut le théâtre de plusieurs attentats terroristes. Outre quelques membres de la Fraction armée rouge, les activistes du Mouvement du 2 Juin (date anniversaire de la mort de Benno Ohnesorg) frappaient à Berlin-Ouest. Le 10 novembre 1974, le président du Parlement, Günter von Drenkmann, fut assassiné et en 1975, Peter Lorenz, alors président du CDU et candidat à la mairie de Berlin, fut kidnappé puis relâché en échange de la libération de cinq membres du Mouvement du 2 Juin.

### Le mouvement des squatteurs

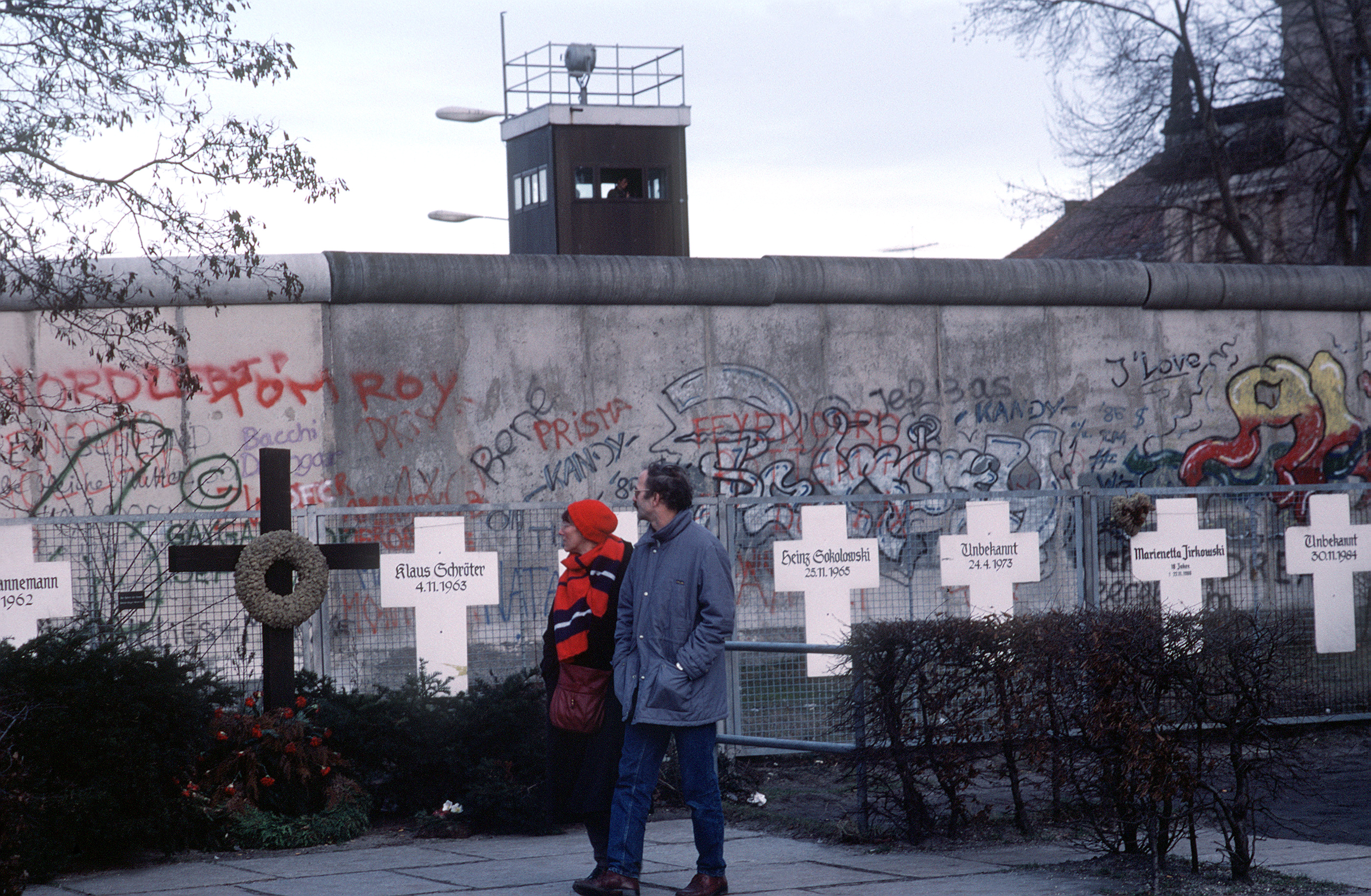
Ces croix funéraires rappellent le nombre de victimes du mur de Berlin (janvier 1990).

En réaction à une crise du logement conjuguée à une spéculation immobilière effrénée tandis que se multipliaient les logements inoccupés, la fin des années 1970 fut marquée dans le quartier de Kreuzberg (l'ancien district postal SO 36), par l'émergence d'un mouvement de sans-abris particulièrement massif et entreprenant. Ce mouvement atteignit son paroxysme en juillet 1981 avec 165 logements occupés en ville. De ces occupations clandestines, 78 purent être régularisées jusqu'en novembre 1984 par des baux de location, d'exploitation ou des contrats de vente ; les autres furent évacués. Dès le mois de décembre 1980, de nouvelles tentatives de squat conduisirent à des affrontements sérieux entre les sans-abris et la police (les rixes de Frænkelufer). Le squatteur Klaus-Jürgen Rattay (de) trouva la mort lors d'une manifestation contre l'expulsion de huit familles, alors qu'il s'était réfugié sous un bus des transports en commun berlinois lors d'une charge de police.
Un nouveau mouvement de sans-abris devait voir le jour dix ans plus tard (1989), cette fois dans les quartiers de Friedrichshain et de Prenzlauer Berg de Berlin-Est : cette initiative, encouragée par la passivité de la Volkspolizei (« police du peuple »), se termina lorsqu'en juillet 1990 les autorités judiciaires furent reprises en main par le Parlement de Berlin-Ouest. Il y eut alors des émeutes violentes notamment lors des expulsions dans la Mainzer Straße. À nouveau, on finit par régulariser d'une façon ou d'une autre les occupations clandestines. Les derniers squats, qu'on avait tolérés dans le contexte de la Berliner Linie (de), furent évacués entre 1996 et 1998 sur ordre du conseiller à la sécurité publique Jörg Schönbohm (de).

### Festivités des 750 ans de Berlin
De 1982 à 1986, les deux villes (Berlin-Est et Berlin-Ouest) entreprirent de grands travaux d'embellissement pour fêter les 750 ans de la cité. Tandis qu'à Berlin-Ouest, on reconstruisait la Breitscheidplatz, à l'est le Nikolaiviertel était reconstitué avec des imitations des bâtiments anciens pour en faire un nouveau centre-ville. Des deux côtés du Mur, on réhabilita les gares de banlieue et de métro.

## Chute du Mur et réunification allemande

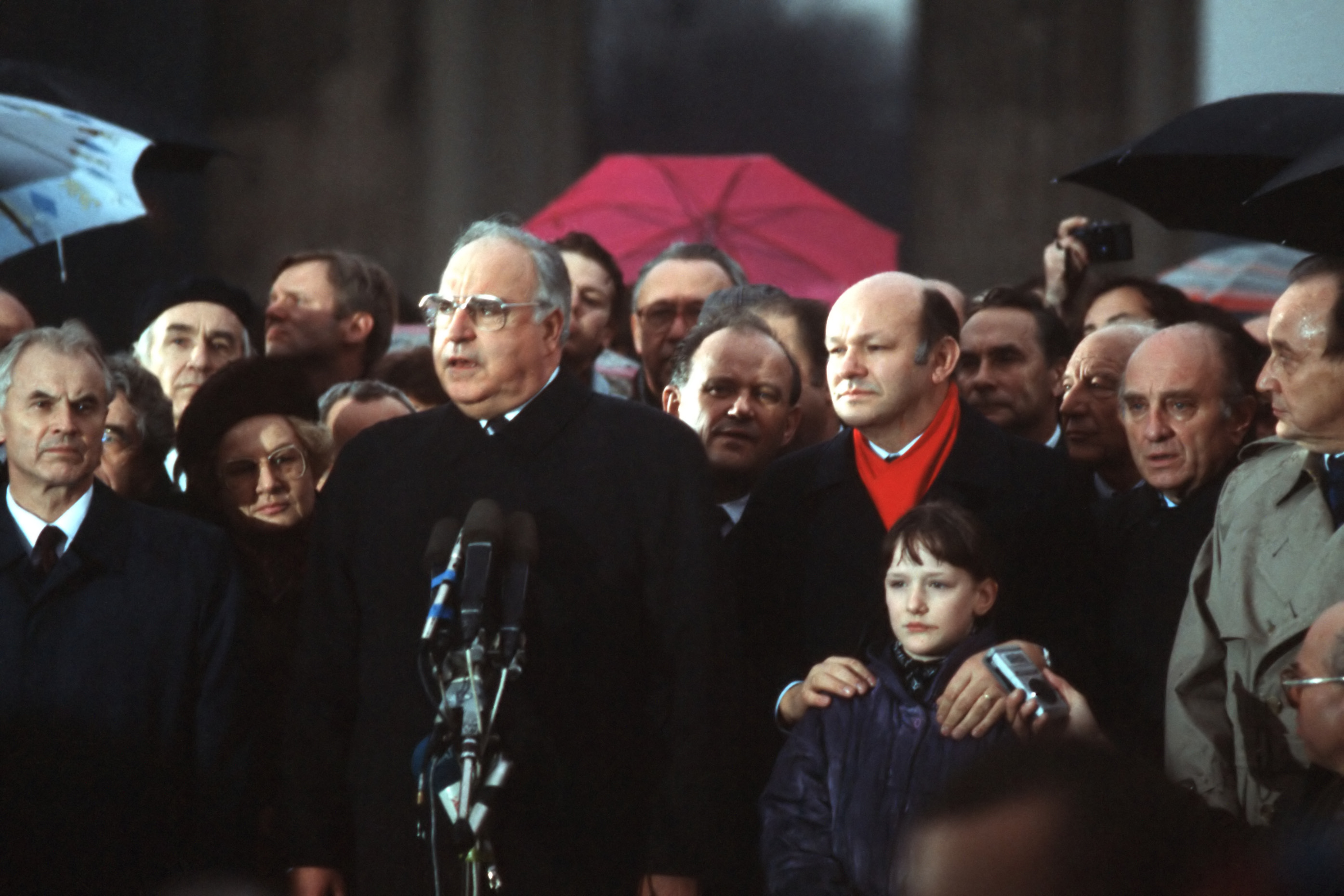
Hans Modrow, président du conseil de RDA, le chancelier de Allemagne de l'Ouest Helmut Kohl, le maire de Berlin-ouest en exercice Walter Momper et à l'arrière-plan, entre Kohl et Momper, le maire de Berlin-Est Erhard Krack pendant l'ouverture de la Porte de Brandebourg le 22 décembre 1989.

Au mois d'octobre 1989, lors des festivités commémorant à Berlin-Est le 40e anniversaire de la RDA, l'invité d'honneur, Mikhaïl Gorbatchev, prononça un discours dans lequel il laissait entendre qu'il ne soutiendrait plus la politique répressive que le gouvernement de la RDA pratiquait à l'encontre des transfuges, lesquels à cette époque fuyaient le pays via la Hongrie et la Tchécoslovaquie. Le 9 novembre, les gardes-frontières de la Bornholmer Strasse, abusés par une interprétation incorrecte d'une allocution de Günter Schabowski, membre du Politbüro du Parti socialiste unifié d'Allemagne, laissèrent le passage à la foule qui s'était massée devant eux : ils croyaient que le Politbüro avait décidé l'ouverture des frontières, bien qu'aucune décision n'eût réellement été prise à ce sujet. Depuis la démission du chef du Parti socialiste Erich Honecker au mois d'octobre, les autorités de RDA étaient livrées à elles-mêmes.
Près de la porte de Brandebourg, plusieurs Berlinois grimpèrent sur le Mur et dansèrent dessus. Cette fois, il n'y eut plus d'intervention de blindés. Le Mur était franchissable et fut bientôt démantelé ici et là, plusieurs habitants empoignant marteau et burin pour détacher des éclats de ciment du mur, afin d'en faire des souvenirs : ces collectionneurs furent appelés Mauerspechte.
Le maire de Berlin-Est Tino Schwierzina et son homologue de l'Ouest, Walter Momper, travaillèrent dès lors en étroite collaboration, pour canaliser les efforts de citoyens enthousiasmés par l'espoir d'une réunification imminente. Le duo de ces deux maires fut salué dans les médias par les sobriquets amicaux de Schwierzomper ou Mompzina.
Le 3 octobre 1990, l'Allemagne, et Berlin avec elle, était réunifiée. Par la reconnaissance du traité de réunification, les Alliés renoncèrent à leurs droits sur un Berlin qui n'était jusque-là qu'un territoire de la RFA. Il s'ensuivit le 2 décembre les premières élections des conseillers municipaux de Berlin réunifiée. Au travers de l'Hauptstadtbeschluss, Berlin devint en 1991 la capitale fédérale de la République fédérale d'Allemagne, grâce à une courte majorité au Bundestag lors du vote du 20 juin 1991 (337 contre 320 votes). Le 7 septembre 1999, le Bundestag s'établit à Berlin, suivi le 29 septembre 2000 par le Bundesrat.
Le référendum pour l'intégration de Berlin au Brandebourg, en 1996, fut repoussé par les électeurs du Brandebourg.

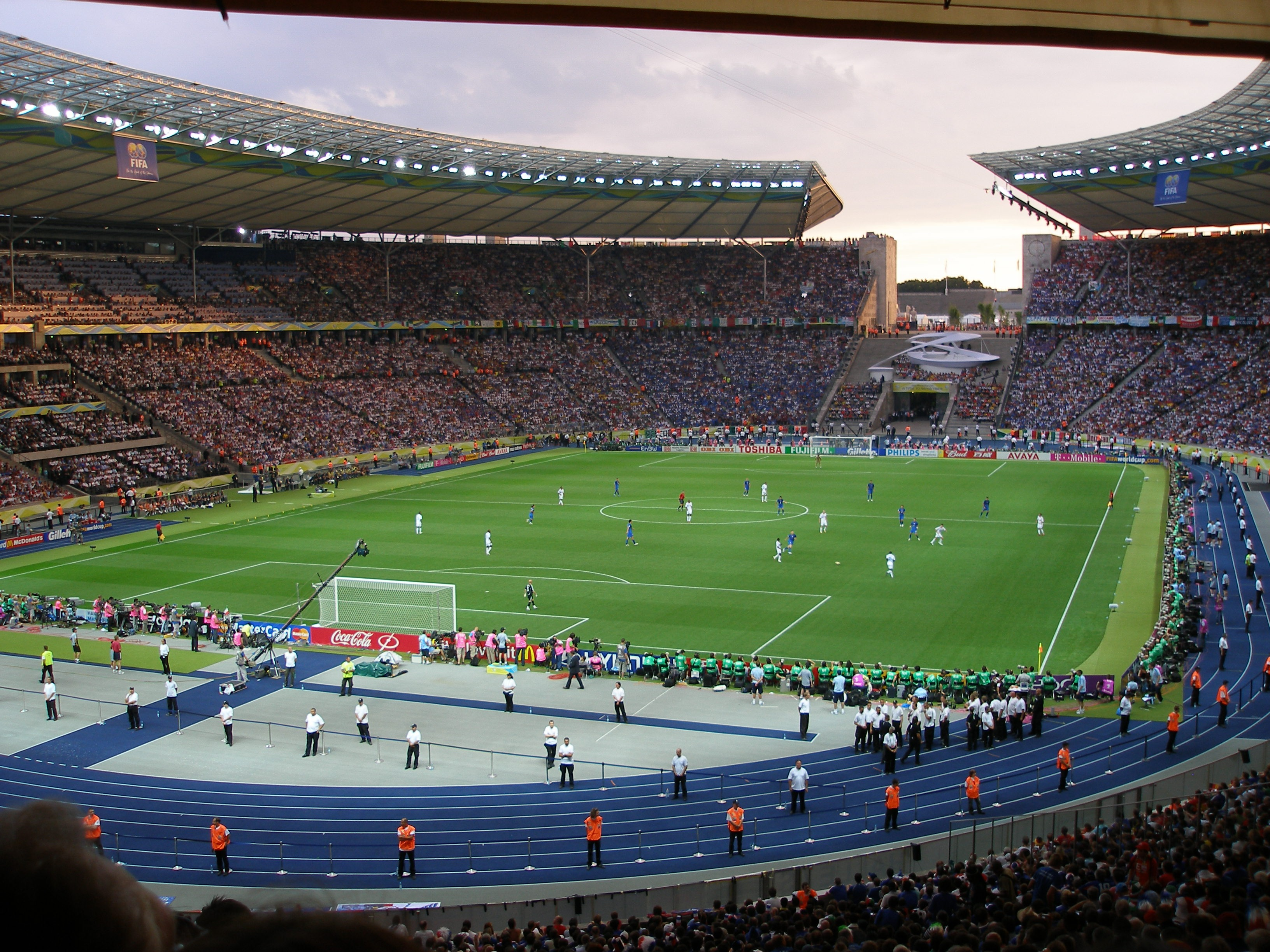
Finale de la Coupe du monde de football 2006

Depuis la réunification, l'interruption de la plupart des subventions des Länder et, depuis 1997, le scandale de la Société bancaire de Berlin (de), ont mis la ville et le Land de Berlin dans d'énormes difficultés financières, lesquelles limitent la capacité d'investissement des autorités. Berlin plaide depuis devant le Tribunal constitutionnel fédéral le surendettement, pour obtenir une contribution complémentaire de 35 milliards d'euros en vue de réduire la dette. Ces circonstances ont conduit à un vote de désaveu en 2001 à l'encontre du maire en exercice, Eberhard Diepgen. Son successeur, Klaus Wowereit, fut élu par une assemblée de majorité SPD-Grünen et avec l'abstention du PDS. Après l'échec des négociations pour une « grande coalition », la réélection de la chambre des députés, le 21 octobre 2001, a conduit à un gouvernement d'union de la gauche.
La plupart des monuments importants, endommagés depuis la guerre, ont été reconstruits ou restaurés, surtout depuis 1989, la plus grande partie du patrimoine historique se trouvant jusqu'alors à Berlin-Est. Ainsi, à l'instar de Munich, le visage actuel de Berlin a bien moins changé par rapport à l'avant-guerre que celui d'autres villes allemandes.
Le 19 décembre 2016, un attentat causant douze morts s'est déroulé à Berlin.